# Liste der Rechtsnormen der Bundesrepublik Deutschland/Bekanntmachungen
| A                    | |
| ALBeitrBek 2012      | Bekanntmachung der Beiträge und der Beitragszuschüsse in der Alterssicherung der Landwirte für das Jahr 2012 |
| ALBeitrBek 2013      | Bekanntmachung der Beiträge und der Beitragszuschüsse in der Alterssicherung der Landwirte für das Jahr 2013 |
| ALBeitrBek 2014      | Bekanntmachung der Beiträge und der Beitragszuschüsse in der Alterssicherung der Landwirte für das Jahr 2014 |
| ALBeitrBek 2015      | Bekanntmachung der Beiträge und der Beitragszuschüsse in der Alterssicherung der Landwirte für das Jahr 2015 |
| ALBeitrBek 2016      | Bekanntmachung der Beiträge und der Beitragszuschüsse in der Alterssicherung der Landwirte für das Jahr 2016 |
| ALBeitrBek 2017      | Bekanntmachung der Beiträge und der Beitragszuschüsse in der Alterssicherung der Landwirte für das Jahr 2017 |
| ALBeitrBek 2018      | Bekanntmachung der Beiträge und der Beitragszuschüsse in der Alterssicherung der Landwirte für das Jahr 2018 |
| AsylbLG§3Abs4Bek     | Bekanntmachung über die Höhe der Leistungssätze nach § 3 Absatz 4 des Asylbewerberleistungsgesetzes für die Zeit ab 1. Januar 2016 |
| AUG2011UhBek         | Bekanntmachung über die Feststellung der Gegenseitigkeit für die Geltendmachung von Unterhaltsansprüchen nach dem Auslandsunterhaltsgesetz |
| AUG§1Abs2Bek 02-1989 | Sechste Bekanntmachung über die Feststellung der Gegenseitigkeit gemäß § 1 Abs. 2 des Auslandsunterhaltsgesetzes |
| AUG§1Abs2Bek 03-1988 | Bekanntmachung über die Feststellung der Gegenseitigkeit gemäß § 1 Abs. 2 des Auslandsunterhaltsgesetzes |
| AUG§1Abs2Bek 07-1987 | Bekanntmachung über die Feststellung der Gegenseitigkeit gemäß § 1 Abs. 2 des Auslandsunterhaltsgesetzes |
| AUG§1Abs2Bek 07-1988 | Bekanntmachung über die Feststellung der Gegenseitigkeit gemäß § 1 Abs. 2 des Auslandsunterhaltsgesetzes |
| AUG§1Abs2Bek 09-1988 | Bekanntmachung über die Feststellung der Gegenseitigkeit gemäß § 1 Abs. 2 des Auslandsunterhaltsgesetzes |
| AUG§1Abs2Bek 10      | Zehnte Bekanntmachung über die Feststellung der Gegenseitigkeit gemäß § 1 Abs. 2 des Auslandsunterhaltsgesetzes |
| AUG§1Abs2Bek 11      | Elfte Bekanntmachung über die Feststellung der Gegenseitigkeit gemäß § 1 Abs. 2 des Auslandsunterhaltsgesetzes |
| AUG§1Abs2Bek 11-1987 | Bekanntmachung über die Feststellung der Gegenseitigkeit gemäß § 1 Abs. 2 des Auslandsunterhaltsgesetzes |
| AUG§1Abs2Bek 12      | Zwölfte Bekanntmachung über die Feststellung der Gegenseitigkeit gemäß § 1 Abs. 2 des Auslandsunterhaltsgesetzes |
| AUG§1Abs2Bek 13      | Dreizehnte Bekanntmachung über die Feststellung der Gegenseitigkeit gemäß § 1 Abs. 2 des Auslandsunterhaltsgesetzes |
| AUG§1Abs2Bek 14      | Vierzehnte Bekanntmachung über die Feststellung der Gegenseitigkeit gemäß § 1 Abs. 2 des Auslandsunterhaltsgesetzes |
| AUG§1Abs2Bek 15      | Fünfzehnte Bekanntmachung über die Feststellung der Gegenseitigkeit gemäß § 1 Abs. 2 des Auslandsunterhaltsgesetzes |
| AUG§1Abs2Bek 16      | Sechzehnte Bekanntmachung über die Feststellung der Gegenseitigkeit gemäß § 1 Abs. 2 des Auslandsunterhaltsgesetzes |
| AUG§1Abs2Bek 17      | Siebzehnte Bekanntmachung über die Feststellung der Gegenseitigkeit gemäß § 1 Abs. 2 des Auslandsunterhaltsgesetzes |
| AUG§1Abs2Bek 18      | Achtzehnte Bekanntmachung über die Feststellung der Gegenseitigkeit gemäß § 1 Abs. 2 des Auslandsunterhaltsgesetzes |
| AUG§1Abs2Bek 19      | Neunzehnte Bekanntmachung über die Feststellung der Gegenseitigkeit gemäß § 1 Abs. 2 des Auslandsunterhaltsgesetzes |
| AUG§1Abs2Bek 20      | Zwanzigste Bekanntmachung über die Feststellung der Gegenseitigkeit gemäß § 1 Abs. 2 des Auslandsunterhaltsgesetzes |
| AUG§1Abs2Bek 21      | Einundzwanzigste Bekanntmachung über die Feststellung der Gegenseitigkeit gemäß § 1 Abs. 2 des Auslandsunterhaltsgesetzes |
| AUG§1Abs2Bek 22      | Zweiundzwanzigste Bekanntmachung über die Feststellung der Gegenseitigkeit gemäß § 1 Abs. 2 des Auslandsunterhaltsgesetzes |
| AUG§1Abs2Bek 7       | Siebente Bekanntmachung über die Feststellung der Gegenseitigkeit gemäß § 1 Abs. 2 des Auslandsunterhaltsgesetzes |
| AUG§1Abs2Bek 8       | Achte Bekanntmachung über die Feststellung der Gegenseitigkeit gemäß § 1 Abs. 2 des Auslandsunterhaltsgesetzes |
| AUG§1Abs2Bek 9       | Neunte Bekanntmachung über die Feststellung der Gegenseitigkeit gemäß § 1 Abs. 2 des Auslandsunterhaltsgesetzes |
| AVorbASchrBek        | Bekanntmachung des Schreibens der Drei Mächte vom 8. Juni 1990 zur Aufhebung ihrer Vorbehalte insbesondere in dem Genehmigungsschreiben zum Grundgesetz vom 12. Mai 1949 in bezug auf die Direktwahl der Berliner Vertreter zum Bundestag und ihr volles Stimmrecht im Bundestag und im Bundesrat |

| B                         | |
| BAKredSitzBek             | Bekanntmachung über den Dienstsitz des Bundesaufsichtsamtes für das Kreditwesen |
| BAVSitzBek                | Bekanntmachung über den Dienstsitz des Bundesaufsichtsamtes für das Versicherungswesen |
| BBesG/BesÜGBek            | Bekanntmachung nach § 77 Absatz 1 und 2 sowie nach § 78 Absatz 1 des Bundesbesoldungsgesetzes und nach § 6 Absatz 2 des Besoldungsüberleitungsgesetzes |
| BBesG/BesÜGBek 2010       | Bekanntmachung nach § 77 Absatz 4 und § 78 Absatz 2 des Bundesbesoldungsgesetzes sowie nach § 6 Absatz 3 des Besoldungsüberleitungsgesetzes |
| BBesG/BesÜGBek 2011       | Bekanntmachung nach § 77 Absatz 4 und § 78 Absatz 2 des Bundesbesoldungsgesetzes sowie nach § 6 Absatz 3 des Besoldungsüberleitungsgesetzes |
| BBesG/BesÜGBek 2012       | Bekanntmachung nach § 77 Absatz 4 und § 78 Absatz 2 des Bundesbesoldungsgesetzes sowie nach § 6 Absatz 3 des Besoldungsüberleitungsgesetzes |
| BBesG/BesÜGBek 2014       | Bekanntmachung nach § 77 Absatz 4 und § 78 Absatz 2 des Bundesbesoldungsgesetzes sowie nach § 5a Absatz 2 und § 6 Absatz 3 des Besoldungsüberleitungsgesetzes |
| BBesG/BesÜGBek 2016       | Bekanntmachung nach § 77 Absatz 4 und § 78 Absatz 2 des Bundesbesoldungsgesetzes sowie nach § 5a Absatz 2 und § 6 Absatz 3 des Besoldungsüberleitungsgesetzes |
| BBesG/BesÜV2Bek           | Bekanntmachung nach § 77 Abs. 1 bis 3 des Bundesbesoldungsgesetzes und nach § 2 Abs. 1 und § 3 Abs. 2 der Zweiten Besoldungs-Übergangsverordnung |
| BBesG/BesÜV2Bek 2008      | Bekanntmachung nach § 77 Abs. 2 und 3 des Bundesbesoldungsgesetzes und nach § 2 Abs. 1 und § 3 Abs. 2 der Zweiten Besoldungs-Übergangsverordnung |
| BBesG§78Abs2Bek           | Bekanntmachung nach § 78 Absatz 2 des Bundesbesoldungsgesetzes |
| BBiGZustBek               | Bekanntmachung der Bestimmung der zuständigen Stelle für den Geschäftsbereich des Bundesministers des Innern nach dem Berufsbildungsgesetz |
| BBVAnpG2000Art4uaBek      | Bekanntmachung nach Artikel 4 Abs. 3 des Bundesbesoldungs- und -versorgungsanpassungsgesetzes 2000 und nach § 2 Abs. 1 und § 3 Abs. 2 der Zweiten Besoldungs-Übergangsverordnung |
| BBVAnpG95Art3Abs3Bek      | Bekanntmachung zu Artikel 3 Abs. 3 des Bundesbesoldungs- und -versorgungsanpassungsgesetzes 1995 |
| BBVAnpG98Art4uaBek        | Bekanntmachung nach Artikel 4 Abs. 2 des Bundesbesoldungs- und -versorgungsanpassungsgesetzes 1998 und nach § 2 Abs. 1 und § 3 Abs. 2 der Zweiten Besoldungs-Übergangsverordnung |
| BBVAnpG99Art4uaBek        | Bekanntmachung nach Artikel 4 Abs. 2 des Bundesbesoldungs- und -versorgungsanpassungsgesetzes 1999 und nach § 2 Abs. 1 und § 3 Abs. 2 der Zweiten Besoldungs-Übergangsverordnung |
| BeamtHaftBELBek           | Bekanntmachung über die Haftung der Bundesrepublik Deutschland für ihre Beamten gegenüber den Angehörigen des Königreichs Belgien |
| BeamtHaftCHEBek           | Bekanntmachung über die Haftung der Bundesrepublik Deutschland für ihre Beamten und Soldaten gegenüber den Angehörigen der Schweiz |
| BeamtHaftDNKBek           | Bekanntmachung über die Haftung der Bundesrepublik Deutschland für ihre Beamten gegenüber den Angehörigen des Königreichs Dänemark |
| BeamtHaftESPBek           | Bekanntmachung über die Haftung der Bundesrepublik Deutschland für ihre Beamten gegenüber den Angehörigen des Spanischen Staates |
| BeamtHaftFRABek           | Bekanntmachung über die Haftung der Bundesrepublik Deutschland für ihre Beamten gegenüber den Angehörigen der Französischen Republik |
| BeamtHaftGRCBek           | Bekanntmachung über die Haftung der Bundesrepublik Deutschland für ihre Beamten gegenüber den Angehörigen des Königreichs Griechenland |
| BeamtHaftJPNBek           | Bekanntmachung über die Haftung der Bundesrepublik Deutschland für ihre Beamten gegenüber den Angehörigen von Japan |
| BeamtHaftNLDBek           | Bekanntmachung über die Haftung der Bundesrepublik Deutschland für ihre Beamten und Soldaten gegenüber Angehörigen der Niederlande |
| BeamtHaftNORBek           | Bekanntmachung über die Haftung der Bundesrepublik Deutschland für ihre Beamten gegenüber den Angehörigen des Königreichs Norwegen |
| BesatzReglVtrArt1Bek      | Bekanntmachung zu Artikel 1 Abs. 2 des Zehnten Teils des Vertrags zur Regelung aus Krieg und Besatzung entstandener Fragen |
| BesatzReglVtrTeil5Bek     | Bekanntmachung zum Fünften Teil des Vertrags zur Regelung aus Krieg und Besatzung entstandener Fragen |
| BESitzBek                 | Bekanntmachung über den Sitz des Bundeseisenbahnvermögens |
| BesÜV2Bek 1992-03-09      | Bekanntmachung der Dienstbezüge und Anwärterbezüge nach § 2 Abs. 1 und § 3 Abs. 2 der Zweiten Besoldungs-Übergangsverordnung |
| BesÜV2Bek 1993-06-02      | Bekanntmachung der Dienstbezüge und Anwärterbezüge nach § 2 Abs. 1 und § 3 Abs. 2 der Zweiten Besoldungs-Übergangsverordnung |
| BesÜV2Bek 1994-01-14      | Bekanntmachung der Dienstbezüge und Anwärterbezüge nach § 2 Abs. 1 und § 3 Abs. 2 der Zweiten Besoldungs-Übergangsverordnung |
| BesÜV2Bek 1994-09-10      | Bekanntmachung der Dienstbezüge und Anwärterbezüge nach § 2 Abs. 1 und § 3 Abs. 2 der Zweiten Besoldungs-Übergangsverordnung |
| BesÜV2Bek 1996-02-21      | Bekanntmachung der Dienstbezüge und Anwärterbezüge nach § 2 Abs. 1 und § 3 Abs. 2 der Zweiten Besoldungs-Übergangsverordnung |
| BesÜV2Bek 1997-06-18      | Bekanntmachung der Dienstbezüge und Anwärterbezüge nach § 2 Abs. 1 und § 3 Abs. 2 der Zweiten Besoldungs-Übergangsverordnung |
| BesÜV2Bek 1998-12-03      | Bekanntmachung der Dienstbezüge und Anwärterbezüge nach § 2 Abs. 1 und § 3 Abs. 2 der Zweiten Besoldungs-Übergangsverordnung |
| BfArMSitzBek              | Bekanntmachung über den Dienstsitz des Bundesinstituts für Arzneimittel und Medizinprodukte |
| BGBABest 1898             | Bekanntmachung betreffend Ausführungsbestimmungen zu den §§ 980, 981, 983 des Bürgerlichen Gesetzbuchs |
| BIBBSitzBek               | Bekanntmachung über den Dienstsitz des Bundesinstituts für Berufsbildung (BIBB) |
| BIHDurchrVbgBek           | Bekanntmachung der Vereinbarung zwischen dem Innenministerium der Bundesrepublik Deutschland, dem Innenministerium der Republik Kroatien, der Regierung der Republik Österreich, dem Schweizerischen Bundesrat und der Regierung der Republik Slowenien über die Gestattung der Durchreise und Durchbeförderung bosnisch-herzegowinischer Kriegsflüchtlinge |
| BImAZustBek               | Bekanntmachung über die Übertragung von Befugnissen und Zuständigkeiten der Bundesanstalt für Immobilienaufgaben |
| BinSchFuDVbg2000Bek       | Bekanntmachung der Regionalen Vereinbarung über den Binnenschifffahrtsfunk |
| BinSchFuDVbgBek           | Bekanntmachung der Regionalen Vereinbarung über den Binnenschiffahrtsfunk |
| BKartASitzBek             | Bekanntmachung über den Dienstsitz des Bundeskartellamtes |
| BKMBek                    | Bekanntmachung der Bezeichnung der Beauftragten der Bundesregierung für Kultur und Medien |
| BKOrgErl1994Bek           | Bekanntmachung des Organisationserlasses des Bundeskanzlers |
| BKOrgErl1995-05Bek        | Bekanntmachung des Organisationserlasses des Bundeskanzlers |
| BKOrgErl1995-07Bek        | Bekanntmachung des Organisationserlasses des Bundeskanzlers |
| BKOrgErl1995Bek           | Bekanntmachung des Organisationserlasses des Bundeskanzlers |
| BKOrgErl1997Bek           | Bekanntmachung des Organisationserlasses des Bundeskanzlers |
| BKOrgErl1998Bek           | Bekanntmachung des Organisationserlasses des Bundeskanzlers |
| BKOrgErl1999Bek           | Bekanntmachung des Organisationserlasses des Bundeskanzlers |
| BLESitzBek                | Bekanntmachung über den Dienstsitz der Bundesanstalt für Landwirtschaft und Ernährung |
| BRegSitzBek               | Bekanntmachung über die Sitzentscheidung der Bundesregierung |
| BRHSitzBek                | Bekanntmachung des Organisationserlasses zur Sitzverlagerung des Bundesrechnungshofes |
| BTBerlinBek               | Bekanntmachung über die Arbeitsfähigkeit des Deutschen Bundestages in Berlin |
| BTBRGGOÄndErgBek 1990     | Bekanntmachung des ergänzenden Beschlusses des Deutschen Bundestages zur Änderung der Gemeinsamen Geschäftsordnung des Bundestages und des Bundesrates für den Ausschuß nach Artikel 77 des Grundgesetzes (Vermittlungsausschuß), den der Bundesrat am 12. Oktober 1990 zustimmend zur Kenntnis genommen hat                                                |
| BTGO1980Anl1ABestBek 2013 | Bekanntmachung der Ausführungsbestimmungen zu den Verhaltensregeln für Mitglieder des Deutschen Bundestages |
| BTGO1980Anl6Bek 1991      | Bekanntmachung über die Übernahme der Grundsätze in Immunitätsangelegenheiten von Mitgliedern des Deutschen Bundestages |
| BTGO1980Anl6Bek 1995      | Bekanntmachung über die Übernahme der Grundsätze in Immunitätsangelegenheiten von Mitgliedern des Deutschen Bundestages |
| BTGO1980Anl6Bek 1998      | Bekanntmachung über die Übernahme der Grundsätze in Immunitätsangelegenheiten von Mitgliedern des Deutschen Bundestages |
| BTGO1980Anl6Bek 2002      | Bekanntmachung über die Übernahme des Beschlusses des Deutschen Bundestages betr. Aufhebung der Immunität von Mitgliedern des Bundestages und der Grundsätze in Immunitätsangelegenheiten |
| BTGO1980Anl6Bek 2005      | Bekanntmachung über die Übernahme des Beschlusses des Deutschen Bundestages betr. Aufhebung der Immunität von Mitgliedern des Bundestages und der Grundsätze in Immunitätsangelegenheiten |
| BTGO1980Anl6Bek 2010      | Bekanntmachung über die Übernahme des Beschlusses des Deutschen Bundestages betr. Aufhebung der Immunität von Mitgliedern des Bundestages und der Grundsätze in Immunitätsangelegenheiten |
| BTGO1980Anl6Bek 2014      | Bekanntmachung über die Übernahme des Beschlusses des Deutschen Bundestages betr. Aufhebung der Immunität von Mitgliedern des Bundestages und der Grundsätze in Immunitätsangelegenheiten |
| BTGO1980Anl6Bek 2018      | Bekanntmachung über die Übernahme des Beschlusses des Deutschen Bundestages betr. Aufhebung der Immunität von Mitgliedern des Bundestages und der Grundsätze in Immunitätsangelegenheiten |
| BTGO1980ÜbernBek          | Bekanntmachung zur Übernahme der Geschäftsordnung des Deutschen Bundestages |
| BVASitzBek                | Bekanntmachung über den Dienstsitz des Bundesversicherungsamtes |
| BWappenBek                | Bekanntmachung betreffend das Bundeswappen und den Bundesadler |

| C             |                                                |
| ChemG§28Bek   | Bekanntmachung zu § 28 des Chemikaliengesetzes |
| ChemG§28Bek94 | Bekanntmachung zu § 28 des Chemikaliengesetzes |
| ChemG§28Bek95 | Bekanntmachung zu § 28 des Chemikaliengesetzes |
| ChemG§28Bek97 | Bekanntmachung zu § 28 des Chemikaliengesetzes |

| D             | |
| DDRUMünzAkBek | Bekanntmachung über die Außerkurssetzung der im Beitrittsgebiet noch gültigen Umlaufmünzen der ehemaligen DDR zu 1, 5, 10, 20 und 50 Pfennig       |
| DEFBek        | Bekanntmachung über die Eintragung von verzinslichen Schatzanweisungen des Fonds „Deutsche Einheit“ in das Schuldbuch des Fonds „Deutsche Einheit“ |
| DünenSchV     | Bekanntmachung der Verordnung über den Schutz der Randdünen auf der Nordseeinsel Wangerooge                                                        |

| E                               | |
| EGV1333/2008Bek                 | Bekanntmachung über anzuwendende Strafvorschriften bei Verstößen gegen die Verordnung Nr. 1333/2008 über Lebensmittelzusatzstoffe |
| EGV1334/2008Bek                 | Bekanntmachung über anzuwendende Strafvorschriften bei Verstößen gegen die Verordnung (EG) Nr. 1334/2008 über Aromen und bestimmte Lebensmittelzutaten mit Aromaeigenschaften |
| EinigBeitrBesBek                | Bekanntmachung des Schreibens der Präsidentin der Volkskammer der Deutschen Demokratischen Republik vom 25. August 1990 und des Beschlusses der Volkskammer vom 23. August 1990 über den Beitritt der Deutschen Demokratischen Republik zum Geltungsbereich des Grundgesetzes der Bundesrepublik Deutschland |
| EnergieStG/StromStGÄndG2InkrBek | Bekanntmachung über das Inkrafttreten von Teilen des Zweiten Gesetzes zur Änderung des Energiesteuer- und des Stromsteuergesetzes |
| EnergieStG§55Abs2Bek            | Bekanntmachung nach § 55 Absatz 2 des Energiesteuergesetzes |
| EuroMünzBek                     | Bekanntmachung über die Gestaltung der nationalen Münzseiten der für den Umlauf bestimmten deutschen Euro-Münzen |
| EUV347/2013ZustBek              | Bekanntmachung über die zuständige Behörde nach Artikel 8 Absatz 1 der Verordnung (EU) Nr. 347/2013 |

| F                  | |
| FeinGehStempG      | Bekanntmachung betreffend die Bestimmung der Form des Stempelzeichens zur Angabe des Feingehalts auf goldenen und silbernen Geräten        |
| FestLSockelProkBek | Bekanntmachung der Proklamation der Bundesregierung über die Erforschung und Ausbeutung des deutschen Festlandsockels                      |
| FVOGedenkBek       | Bekanntmachung über den Beschluss der Bundesregierung zur Einführung eines jährlichen Gedenktages für die Opfer von Flucht und Vertreibung |

| G                      | |
| GebrMG§6Abs2Bek        | Bekanntmachung zu § 6 Abs. 2 des Gebrauchsmustergesetzes |
| GrÄndStVtr BB/SN       | Staatsvertrag zwischen dem Land Brandenburg und dem Freistaat Sachsen über die Änderung der gemeinsamen Landesgrenze (Anlage zur Bekanntmachung über den Abschluss und das Inkrafttreten des Staatsvertrages zwischen dem Land Brandenburg und dem Freistaat Sachsen über die Änderung der gemeinsamen Landesgrenze)                   |
| GrÄndStVtr BR/ND       | Staatsvertrag zwischen der Freien Hansestadt Bremen und dem Land Niedersachsen über die Änderung der gemeinsamen Landesgrenze (Anlage zur Bekanntmachung über den Abschluss und das Inkrafttreten des Staatsvertrages zwischen der Freien Hansestadt Bremen und dem Land Niedersachsen über die Änderung der gemeinsamen Landesgrenze) |
| GrÄndStVtr BW/HE       | Staatsvertrag zwischen dem Land Baden-Württemberg und dem Land Hessen über eine Änderung der Landesgrenze (Anlage zur Bekanntmachung über den Abschluß und das Inkrafttreten des Staatsvertrages zwischen dem Land Baden-Württemberg und dem Land Hessen über eine Änderung der Landesgrenze)                                          |
| GrÄndStVtr HE/ND       | Staatsvertrag zwischen dem Land Hessen und dem Land Niedersachsen über die Änderung der gemeinsamen Landesgrenze (Anlage zur Bekanntmachung über den Abschluss und das Inkrafttreten des Staatsvertrages zwischen dem Land Hessen und dem Land Niedersachsen über die Änderung der gemeinsamen Landesgrenze)                           |
| GrÄndStVtr HE/NW       | Staatsvertrag zwischen dem Land Hessen und dem Land Nordrhein-Westfalen über Änderungen der gemeinsamen Landesgrenze (Anlage zur Bekanntmachung über den Abschluss und das Inkrafttreten des Staatsvertrages zwischen dem Land Hessen und dem Land Nordrhein-Westfalen über Änderungen der gemeinsamen Landesgrenze)                   |
| GrÄndStVtr2ND/NWBek    | Bekanntmachung über den Abschluß und das Inkrafttreten des Zweiten Staatsvertrages zwischen dem Land Niedersachsen und dem Land Nordrhein-Westfalen über Änderungen der gemeinsamen Landesgrenze |
| GrÄndStVtr3ND/NWBek    | Bekanntmachung über den Abschluss und das Inkrafttreten des Dritten Staatsvertrages zwischen den Ländern Niedersachsen und Nordrhein-Westfalen über Änderungen der gemeinsamen Landesgrenze |
| GrÄndStVtrBB/MVBek     | Bekanntmachung über den Abschluß und das Inkrafttreten des Staatsvertrages zwischen dem Land Brandenburg und dem Land Mecklenburg-Vorpommern über die Änderung der gemeinsamen Landesgrenze |
| GrÄndStVtrBB/SNBek     | Bekanntmachung über den Abschluss und das Inkrafttreten des Staatsvertrages zwischen dem Land Brandenburg und dem Freistaat Sachsen über die Änderung der gemeinsamen Landesgrenze |
| GrÄndStVtrBB/STInkrBek | Bekanntmachung über den Abschluß und das Inkrafttreten des Staatsvertrages zwischen dem Land Brandenburg und dem Land Sachsen-Anhalt über die Änderung der gemeinsamen Landesgrenze |
| GrÄndStVtrBR/NDBek     | Bekanntmachung über den Abschluss und das Inkrafttreten des Staatsvertrages zwischen der Freien Hansestadt Bremen und dem Land Niedersachsen über die Änderung der gemeinsamen Landesgrenze (siehe: GrÄndStVtr BR/ND) |
| GrÄndStVtrBW/BY2Bek    | Bekanntmachung über den Abschluß und das Inkrafttreten des Zweiten Staatsvertrages zwischen dem Freistaat Bayern und dem Land Baden-Württemberg über die Änderung der Landesgrenze |
| GrÄndStVtrBW/BY3Bek    | Bekanntmachung über den Abschluß und das Inkrafttreten des Dritten Staatsvertrages zwischen dem Freistaat Bayern und dem Land Baden-Württemberg über die Änderung der Landesgrenze |
| GrÄndStVtrBW/HEBek     | Bekanntmachung über den Abschluß und das Inkrafttreten des Staatsvertrages zwischen dem Land Baden-Württemberg und dem Land Hessen über eine Änderung der Landesgrenze |
| GrÄndStVtrHE/NDBek     | Bekanntmachung über den Abschluss und das Inkrafttreten des Staatsvertrages zwischen dem Land Hessen und dem Land Niedersachsen über die Änderung der gemeinsamen Landesgrenze |
| GrÄndStVtrHE/NWBek     | Bekanntmachung über den Abschluss und das Inkrafttreten des Staatsvertrages zwischen dem Land Hessen und dem Land Nordrhein-Westfalen über Änderungen der gemeinsamen Landesgrenze |
| GrÄndStVtrMV/NDBek     | Bekanntmachung über den Abschluß und das Inkrafttreten des Staatsvertrages zwischen dem Land Mecklenburg-Vorpommern und dem Land Niedersachsen über die Änderung der gemeinsamen Landesgrenze |
| GrÄndStVtrNW/RPBek     | Bekanntmachung über den Abschluß und das Inkrafttreten des Staatsvertrages zwischen dem Land Nordrhein-Westfalen und dem Land Rheinland-Pfalz über die Änderung der gemeinsamen Landesgrenze |
| GrÄndStVtrSL/RPBek     | Bekanntmachung über den Abschluss und das Inkrafttreten des Staatsvertrages zwischen dem Saarland und dem Land Rheinland-Pfalz über eine Änderung der gemeinsamen Landesgrenze |
| GrÄndStVtrSN/TH2Bek    | Bekanntmachung über den Abschluß und das Inkrafttreten des Zweiten Staatsvertrages zwischen dem Freistaat Sachsen und dem Freistaat Thüringen über die Änderung der gemeinsamen Landesgrenze |
| GrÄndStVtrSN/THBek     | Bekanntmachung über den Abschluß und das Inkrafttreten des Staatsvertrages zwischen dem Freistaat Sachsen und dem Land Thüringen über die Änderung der gemeinsamen Landesgrenze |

| I                  |                                                                                       |
| IntKonnBek         | Bekanntmachung nach Artikel 6 Abs. 3 des Einführungsgesetzes zum Handelsgesetzbuch    |
| IntKonnBek 1986-10 | Bekanntmachung nach Artikel 6 Abs. 3 des Einführungsgesetzes zum Handelsgesetzbuch    |
| IntKonnBek 1990    | Bekanntmachung nach Artikel 6 Abs. 3 des Einführungsgesetzes zum Handelsgesetzbuch    |
| IntKonnBek 1992    | Bekanntmachung nach Artikel 6 Abs. 3 des Einführungsgesetzes zum Handelsgesetzbuch    |
| IntKonnBek 1994    | Bekanntmachung nach Artikel 6 Abs. 3 des Einführungsgesetzes zum Handelsgesetzbuche   |
| IntKonnBek 1996    | Bekanntmachung nach Artikel 6 Abs. 3 des Einführungsgesetzes zum Handelsgesetzbuche   |
| IntKonnBek 1999    | Bekanntmachung nach Artikel 6 Abs. 3 des Einführungsgesetzes zum Handelsgesetzbuche   |
| IntKonnBek 1999-11 | Bekanntmachung nach Artikel 6 Abs. 3 des Einführungsgesetzes zum Handelsgesetzbuche   |
| IntKonnBek 2001    | Bekanntmachung nach Artikel 6 Abs. 3 des Einführungsgesetzes zum Handelsgesetzbuche   |
| IntKonnBek 2009    | Bekanntmachung nach Artikel 6 Absatz 3 des Einführungsgesetzes zum Handelsgesetzbuche |

| K            | |
| KrAbwFBek    | Bekanntmachung über die Eintragung von verzinslichen Schatzanweisungen des Fonds „Kreditabwicklungsfonds“ in das Schuldbuch des Fonds „Kreditabwicklungsfonds“                                    |
| KüMErwBek    | Bekanntmachung des Beschlusses der Bundesregierung über die Erweiterung des Küstenmeeres der Bundesrepublik Deutschland in der Nordsee zur Verhinderung von Tankerunfällen in der Deutschen Bucht |
| KüstmProkBek | Bekanntmachung der Proklamation der Bundesregierung über die Ausweitung des deutschen Küstenmeeres                                                                                                |

| M                          | |
| MarkenG§34Abs2Bek97        | Bekanntmachung zu § 34 Abs. 2 des Markengesetzes |
| MarkenG§8Bek 00-03-27      | Bekanntmachung zu § 8 des Markengesetzes |
| MarkenG§8Bek 02            | Bekanntmachung zu § 8 des Markengesetzes |
| MarkenG§8Bek 2000-04       | Bekanntmachung zu § 8 des Markengesetzes |
| MarkenG§8Bek 2009          | Bekanntmachung zu § 8 des Markengesetzes |
| MarkenG§8Bek 95            | Bekanntmachung zu § 8 des Markengesetzes |
| MarkenG§8Bek 96            | Bekanntmachung zu § 8 des Markengesetzes |
| MarkenG§8Bek 96-08         | Bekanntmachung zu § 8 des Markengesetzes |
| MarkenG§8Bek 97-09         | Bekanntmachung zu § 8 des Markengesetzes |
| MarkenG§8Bek 98-03         | Bekanntmachung zu § 8 des Markengesetzes |
| MarkenG§8Bek 98-05         | Bekanntmachung zu § 8 des Markengesetzes |
| MarkenG§8Bek 98-07         | Bekanntmachung zu § 8 des Markengesetzes |
| MarkenG§8Bek 98-09         | Bekanntmachung zu § 8 des Markengesetzes |
| MarkenG§8Bek 98-11         | Bekanntmachung zu § 8 des Markengesetzes |
| MarkenG§8Bek 99            | Bekanntmachung zu § 8 des Markengesetzes |
| MarkenG§8Bek 99-05         | Bekanntmachung zu § 8 des Markengesetzes |
| MarkenG§8Bek 99-07         | Bekanntmachung zu § 8 des Markengesetzes |
| MarkenG§8Bek 99-07-20      | Bekanntmachung zu § 8 des Markengesetzes |
| MarkenG§8Bek97             | Bekanntmachung zu § 8 des Markengesetzes |
| MfSÜPrRLBek                | Bekanntmachung der Richtlinien zur Überprüfung auf eine Tätigkeit oder politische Verantwortung für das Ministerium für Staatssicherheit/Amt für Nationale Sicherheit der ehemaligen Deutschen Demokratischen Republik               |
| MfSÜPrRLÜbernBek           | Bekanntmachung zur Übernahme der Richtlinien zur Überprüfung auf eine Tätigkeit oder politische Verantwortung für das Ministerium für Staatssicherheit/Amt für Nationale Sicherheit der ehemaligen Deutschen Demokratischen Republik |
| MindVersSHBek 2013         | Bekanntmachung über die Höhe der Mindestversicherungssummen gemäß § 9 Absatz 2 der Versicherungsvermittlungsverordnung und gemäß § 9 Absatz 2 der Finanzanlagenvermittlungsverordnung                                                |
| MindVersSHBek 2018         | Bekanntmachung über die Höhe der Mindestversicherungssummen gemäß § 9 Absatz 2 und § 12 Absatz 4 der Versicherungsvermittlungsverordnung sowie § 9 Absatz 2 der Finanzanlagenvermittlungsverordnung                                  |
| Münz100/200EuroBek         | Bekanntmachung über die Ausprägung von deutschen Euro-Gedenkmünzen im Nennwert von 100 und 200 Euro (Goldmünze „Übergang zur Währungsunion - Einführung des Euro“)                                                                   |
| Münz100EuroBek             | Bekanntmachung über die Ausprägung von deutschen Euro-Gedenkmünzen im Nennwert von 100 Euro (Goldmünze „UNESCO Weltkulturerbestadt Quedlinburg“)                                                                                     |
| Münz100EuroBek 2004        | Bekanntmachung über die Ausprägung von deutschen Euro-Gedenkmünzen im Nennwert von 100 Euro (Goldmünze „UNESCO-Weltkulturerbestadt Bamberg“)                                                                                         |
| Münz100EuroBek 2005        | Bekanntmachung über die Ausprägung von deutschen Euro-Gedenkmünzen im Nennwert von 100 Euro (Goldmünze „FIFA Fußball-Weltmeisterschaft in Deutschland 2006“)                                                                         |
| Münz100EuroBek 2006        | Bekanntmachung über die Ausprägung von deutschen Euro-Gedenkmünzen im Nennwert von 100 Euro (Goldmünze „UNESCO Welterbe – Klassisches Weimar“)                                                                                       |
| Münz100EuroBek 2007        | Bekanntmachung über die Ausprägung von deutschen Euro-Gedenkmünzen im Nennwert von 100 Euro (Goldmünze „UNESCO Welterbe — Hansestadt Lübeck“)                                                                                        |
| Münz100EuroBek 2008        | Bekanntmachung über die Ausprägung von deutschen Euro-Gedenkmünzen im Nennwert von 100 Euro (Goldmünze „UNESCO Welterbe Altstadt Goslar – Bergwerk Rammelsberg“)                                                                     |
| Münz100EuroBek 2009-07-31  | Bekanntmachung über die Ausprägung von deutschen Euro-Gedenkmünzen im Nennwert von 100 Euro (Goldmünze „UNESCO Welterbe Römische Baudenkmäler - Dom und Liebfrauenkirche in Trier“)                                                  |
| Münz100EuroBek 2010        | Bekanntmachung über die Ausprägung von deutschen Euro-Gedenkmünzen im Nennwert von 100 Euro (Goldmünze „UNESCO Welterbe Würzburger Residenz und Hofgarten“)                                                                          |
| Münz100EuroBek 2011        | Bekanntmachung über die Ausprägung von deutschen Euro-Gedenkmünzen im Nennwert von 100 Euro (Goldmünze „UNESCO Welterbe Wartburg“)                                                                                                   |
| Münz100EuroBek 2012        | Bekanntmachung über die Ausprägung von deutschen Euro-Gedenkmünzen im Nennwert von 100 Euro (Goldmünze „UNESCO Welterbe - Dom zu Aachen“)                                                                                            |
| Münz100EuroBek 2014-02-28  | Bekanntmachung über die Ausprägung von deutschen Euro-Gedenkmünzen im Nennwert von 100 Euro (Goldmünze „UNESCO Welterbe Gartenreich Dessau-Wörlitz“)                                                                                 |
| Münz100EuroBek 2015-06-23  | Bekanntmachung über die Ausprägung von deutschen Euro-Gedenkmünzen im Nennwert von 100 Euro (Goldmünze „UNESCO Welterbe Kloster Lorsch“)                                                                                             |
| Münz100EuroBek 2016-04-04  | Bekanntmachung über die Ausprägung von deutschen Euro-Gedenkmünzen im Nennwert von 100 Euro (Goldmünze „UNESCO Welterbe - Oberes Mittelrheintal“)                                                                                    |
| Münz100EuroBek 2016-12-01  | Bekanntmachung über die Ausprägung von deutschen Euro-Gedenkmünzen im Nennwert von 100 Euro (Goldmünze „UNESCO Welterbe - Altstadt Regensburg mit Stadtamhof“)                                                                       |
| Münz100EuroBek 2017-10-23  | Bekanntmachung über die Ausprägung von deutschen Euro-Gedenkmünzen im Nennwert von 100 Euro (Goldmünze „UNESCO Welterbe - Luthergedenkstätten Eisleben und Wittenberg“)                                                              |
| Münz10DMBek                | Bekanntmachung über die Ausprägung von Bundesmünzen im Nennwert von 10 Deutschen Mark (Gedenkmünze 750-Jahr-Feier Berlins) |
| Münz10DMBek 1987-10        | Bekanntmachung über die Ausprägung von Bundesmünzen im Nennwert von 10 Deutschen Mark (Gedenkmünze 30 Jahre Römische Verträge) |
| Münz10DMBek 1988-08        | Bekanntmachung über die Ausprägung von Bundesmünzen im Nennwert von 10 Deutschen Mark (Gedenkmünze Arthur Schopenhauer) |
| Münz10DMBek 1988-10        | Bekanntmachung über die Ausprägung von Bundesmünzen im Nennwert von 10 Deutschen Mark (Gedenkmünze Carl Zeiss) |
| Münz10DMBek 1989           | Bekanntmachung über die Ausprägung von Bundesmünzen im Nennwert von 10 Deutschen Mark (Gedenkmünze 40 Jahre Bundesrepublik Deutschland)                                                                                              |
| Münz10DMBek 1989-08        | Bekanntmachung über die Ausprägung von Bundesmünzen im Nennwert von 10 Deutschen Mark (Gedenkmünze 2000 Jahre Bonn) |
| Münz10DMBek 1989-10        | Bekanntmachung über die Ausprägung von Bundesmünzen im Nennwert von 10 Deutschen Mark (Gedenkmünze 800 Jahre Hafen und Hamburg) |
| Münz10DMBek 1990           | Bekanntmachung über die Ausprägung von Bundesmünzen im Nennwert von 10 Deutschen Mark (Gedenkmünze Kaiser Friedrich I. Barbarossa)                                                                                                   |
| Münz10DMBek 1991           | Bekanntmachung über die Ausprägung von Bundesmünzen im Nennwert von 10 Deutschen Mark (Gedenkmünze 800 Jahre Deutscher Orden) |
| Münz10DMBek 1991-11        | Bekanntmachung über die Ausprägung von Bundesmünzen im Nennwert von 10 Deutschen Mark (Gedenkmünze 200 Jahre Brandenburger Tor) |
| Münz10DMBek 1992           | Bekanntmachung über die Ausprägung von Bundesmünzen im Nennwert von 10 Deutschen Mark (Gedenkmünze 125. Geburtstag von Käthe Kollwitz)                                                                                               |
| Münz10DMBek 1992-11        | Bekanntmachung über die Ausprägung von Bundesmünzen im Nennwert von 10 Deutschen Mark (Gedenkmünze 150. Jahrestag der Friedensklasse des Ordens Pour le merite für Wissenschaften und Künste)                                        |
| Münz10DMBek 1993-05        | Bekanntmachung über die Ausprägung von Bundesmünzen im Nennwert von 10 Deutschen Mark (Gedenkmünze 1000 Jahre Potsdam) |
| Münz10DMBek 1993-09        | Bekanntmachung über die Ausprägung von Bundesmünzen im Nennwert von 10 Deutschen Mark (Gedenkmünze 150. Geburtstag von Robert Koch)                                                                                                  |
| Münz10DMBek 1994-02        | Bekanntmachung über die Ausprägung von Bundesmünzen im Nennwert von 10 Deutschen Mark (Gedenkmünze 50. Jahrestag des 20. Juli 1944)                                                                                                  |
| Münz10DMBek 1994-10        | Bekanntmachung über die Ausprägung von Bundesmünzen im Nennwert von 10 Deutschen Mark (Gedenkmünze 250. Geburtstag von Johann Gottfried Herder)                                                                                      |
| Münz10DMBek 1995           | Bekanntmachung über die Ausprägung von Bundesmünzen im Nennwert von 10 Deutschen Mark (Gedenkmünze Wiederaufbau der Frauenkirche Dresden)                                                                                            |
| Münz10DMBek 1995-07        | Bekanntmachung über die Ausprägung von Bundesmünzen im Nennwert von 10 Deutschen Mark (Gedenkmünze 150. Geburtstag von Wilhelm Conrad Röntgen und 100. Jahrestag der Entdeckung der Röntgenstrahlen)                                 |
| Münz10DMBek 1995-10        | Bekanntmachung über die Ausprägung von Bundesmünzen im Nennwert von 10 Deutschen Mark (Gedenkmünze 800. Todestag Heinrichs des Löwen)                                                                                                |
| Münz10DMBek 1996-05        | Bekanntmachung über die Ausprägung von Bundesmünzen im Nennwert von 10 Deutschen Mark (Gedenkmünze zum 150. Jahrestag der Gründung des ersten katholischen Gesellenvereins in Elberfeld/das Lebenswerk von Adolph Kolping)           |
| Münz10DMBek 1997-02        | Bekanntmachung über die Ausprägung von Bundesmünzen im Nennwert von 10 Deutschen Mark (Gedenkmünze zum 500. Geburtstag des Reformators Philipp Melanchthon)                                                                          |
| Münz10DMBek 1997-07        | Bekanntmachung über die Ausprägung von Bundesmünzen im Nennwert von 10 Deutschen Mark (Gedenkmünze 100 Jahre Dieselmotor) |
| Münz10DMBek 1997-10        | Bekanntmachung über die Ausprägung von Bundesmünzen im Nennwert von 10 Deutschen Mark (Gedenkmünze 200. Geburtstag von Heinrich Heine)                                                                                               |
| Münz10DMBek 1998-01        | Bekanntmachung über die Ausprägung von Bundesmünzen im Nennwert von 10 Deutschen Mark (Gedenkmünze 350 Jahre Westfälischer Friede)                                                                                                   |
| Münz10DMBek 1998-04        | Bekanntmachung über die Ausprägung von Bundesmünzen im Nennwert von 10 Deutschen Mark (Gedenkmünze „900. Geburtstag Hildegard von Bingen“)                                                                                           |
| Münz10DMBek 1998-05        | Bekanntmachung über die Ausprägung von Bundesmünzen im Nennwert von 10 Deutschen Mark (Gedenkmünze „50 Jahre DM“) |
| Münz10DMBek 1998-08        | Bekanntmachung über die Ausprägung von Bundesmünzen im Nennwert von 10 Deutschen Mark (Gedenkmünze „300 Jahre Franckesche Stiftungen“)                                                                                               |
| Münz10DMBek 1999-05        | Bekanntmachung über die Ausprägung von Bundesmünzen im Nennwert von 10 Deutschen Mark (Gedenkmünze „50 Jahre Grundgesetz der Bundesrepublik Deutschland“)                                                                            |
| Münz10DMBek 1999-05-17     | Bekanntmachung über die Ausprägung von Bundesmünzen im Nennwert von 10 Deutschen Mark (Gedenkmünze „50 Jahre SOS-Kinderdörfer“) |
| Münz10DMBek 1999-07-14     | Bekanntmachung über die Ausprägung von Bundesmünzen im Nennwert von 10 Deutschen Mark (Gedenkmünze „Weimar - Kulturstadt Europas/250. Geburtstag Goethes“)                                                                           |
| Münz10DMBek 1999-11-23     | Bekanntmachung über die Ausprägung von Bundesmünzen im Nennwert von 10 Deutschen Mark (Gedenkmünze „EXPO 2000“) |
| Münz10DMBek 1999-11-24     | Bekanntmachung über die Ausprägung von Bundesmünzen im Nennwert von 10 Deutschen Mark (Gedenkmünze „Kaiser Karl der Große - Dom zu Aachen - 1200 Jahre“)                                                                             |
| Münz10DMBek 2000           | Bekanntmachung über die Ausprägung von Bundesmünzen im Nennwert von 10 Deutschen Mark (Gedenkmünze „250. Todestag Johann Sebastian Bach“)                                                                                            |
| Münz10DMBek 2000-08        | Bekanntmachung über die Ausprägung von Bundesmünzen im Nennwert von 10 Deutschen Mark (Gedenkmünze „10 Jahre Deutsche Einheit“) |
| Münz10DMBek 2000-11        | Bekanntmachung über die Ausprägung von Bundesmünzen im Nennwert von 10 Deutschen Mark (Gedenkmünze „Albert Gustav Lortzing 1801-1851“)                                                                                               |
| Münz10DMBek 2001-04        | Bekanntmachung über die Ausprägung von Bundesmünzen im Nennwert von 10 Deutschen Mark (Gedenkmünze „750 Jahre Katharinenkloster - 50 Jahre Meeresmuseum Stralsund“)                                                                  |
| Münz10DMBek 2001-07        | Bekanntmachung über die Ausprägung von Bundesmünzen im Nennwert von 10 Deutschen Mark (Gedenkmünze „50 Jahre Bundesverfassungsgericht“)                                                                                              |
| Münz10EuroBek              | Bekanntmachung über die Ausprägung von deutschen Euro-Gedenkmünzen im Nennwert von 10 Euro (Gedenkmünze „Übergang zur Währungsunion - Einführung des Euro“)                                                                          |
| Münz10EuroBek 2002         | Bekanntmachung über die Ausprägung von deutschen Euro-Gedenkmünzen im Nennwert von 10 Euro (Gedenkmünze „100 Jahre U-Bahn in Deutschland“)                                                                                           |
| Münz10EuroBek 2002-03      | Bekanntmachung über die Ausprägung von deutschen Euro-Gedenkmünzen im Nennwert von 10 Euro (Gedenkmünze „Kunstausstellung documenta Kassel“)                                                                                         |
| Münz10EuroBek 2002-05      | Bekanntmachung über die Ausprägung von deutschen Euro-Gedenkmünzen im Nennwert von 10 Euro (Gedenkmünze „Museumsinsel Berlin“) |
| Münz10EuroBek 2002-10      | Bekanntmachung über die Ausprägung von deutschen Euro-Gedenkmünzen im Nennwert von 10 Euro (Gedenkmünze „50 Jahre Deutsches Fernsehen“)                                                                                              |
| Münz10EuroBek 2003         | Bekanntmachung über die Ausprägung von deutschen Euro-Gedenkmünzen im Nennwert von 10 Euro (Gedenkmünze „100 Jahre Deutsches Museum München“)                                                                                        |
| Münz10EuroBek 2003-03      | Bekanntmachung über die Ausprägung von deutschen Euro-Gedenkmünzen im Nennwert von 10 Euro (Gedenkmünze „200. Geburtstag des Chemikers Justus von Liebig“)                                                                           |
| Münz10EuroBek 2003-04      | Bekanntmachung über die Ausprägung von deutschen Euro-Gedenkmünzen im Nennwert von 10 Euro (Gedenkmünze „50 Jahre Volksaufstand 17. Juni 1953“)                                                                                      |
| Münz10EuroBek 2003-04-28   | Bekanntmachung über die Ausprägung von deutschen Euro-Gedenkmünzen im Nennwert von 10 Euro (Gedenkmünze „FIFA Fußball-Weltmeisterschaft Deutschland 2006“ - 1. Ausgabe 2003 -)                                                       |
| Münz10EuroBek 2003-05-27   | Bekanntmachung über die Ausprägung von deutschen Euro-Gedenkmünzen im Nennwert von 10 Euro (Gedenkmünze „Industrielandschaft Ruhrgebiet“)                                                                                            |
| Münz10EuroBek 2003-09-08   | Bekanntmachung über die Ausprägung von deutschen Euro-Gedenkmünzen im Nennwert von 10 Euro (Gedenkmünze „200. Geburtstag des Baumeisters Gottfried Semper“)                                                                          |
| Münz10EuroBek 2004         | Bekanntmachung über die Ausprägung von deutschen Euro-Gedenkmünzen im Nennwert von 10 Euro (Gedenkmünze „FIFA Fußball-Weltmeisterschaft Deutschland 2006“ - 2. Ausgabe 2004 -)                                                       |
| Münz10EuroBek 2004-03      | Bekanntmachung über die Ausprägung von deutschen Euro-Gedenkmünzen im Nennwert von 10 Euro (Gedenkmünze „Bauhaus Dessau“) |
| Münz10EuroBek 2004-03-21   | Bekanntmachung über die Ausprägung von deutschen Euro-Gedenkmünzen im Nennwert von 10 Euro (Gedenkmünze „Nationalparke Wattenmeer“)                                                                                                  |
| Münz10EuroBek 2004-03-24   | Bekanntmachung über die Ausprägung von deutschen Euro-Gedenkmünzen im Nennwert von 10 Euro (Gedenkmünze „Erweiterung der Europäischen Union“)                                                                                        |
| Münz10EuroBek 2004-07-06   | Bekanntmachung über die Ausprägung von deutschen Euro-Gedenkmünzen im Nennwert von 10 Euro (Gedenkmünze „200. Geburtstag des Dichters Eduard Mörike“)                                                                                |
| Münz10EuroBek 2004-08-27   | Bekanntmachung über die Ausprägung von deutschen Euro-Gedenkmünzen im Nennwert von 10 Euro (Gedenkmünze „Columbus - Europas Labor für die internationale Raumstation ISS“)                                                           |
| Münz10EuroBek 2004-12-16   | Bekanntmachung über die Ausprägung von deutschen Euro-Gedenkmünzen im Nennwert von 10 Euro (Gedenkmünze „FIFA Fußball-Weltmeisterschaft Deutschland 2006“ - 3. Ausgabe 2005 -)                                                       |
| Münz10EuroBek 2005         | Bekanntmachung über die Ausprägung von deutschen Euro-Gedenkmünzen im Nennwert von 10 Euro (Gedenkmünze „Nationalpark Bayerischer Wald“)                                                                                             |
| Münz10EuroBek 2005-04      | Bekanntmachung über die Ausprägung von deutschen Euro-Gedenkmünzen im Nennwert von 10 Euro (Gedenkmünze „200. Todestag des Dichters Friedrich von Schiller“)                                                                         |
| Münz10EuroBek 2005-05      | Bekanntmachung über die Ausprägung von deutschen Euro-Gedenkmünzen im Nennwert von 10 Euro (Gedenkmünze „Albert Einstein - 100 Jahre Relativität, Atome, Quanten“)                                                                   |
| Münz10EuroBek 2005-07      | Bekanntmachung über die Ausprägung von deutschen Euro-Gedenkmünzen im Nennwert von 10 Euro (Gedenkmünze „1.200 Jahre Magdeburg“) |
| Münz10EuroBek 2005-09      | Bekanntmachung über die Ausprägung von deutschen Euro-Gedenkmünzen im Nennwert von 10 Euro (Gedenkmünze „100 Jahre Friedensnobelpreis - Bertha von Suttner“)                                                                         |
| Münz10EuroBek 2005-11      | Bekanntmachung über die Ausprägung von deutschen Euro-Gedenkmünzen im Nennwert von 10 Euro (Gedenkmünze „250. Geburtstag von Wolfgang Amadeus Mozart“)                                                                               |
| Münz10EuroBek 2006-01-09   | Bekanntmachung über die Ausprägung von deutschen Euro-Gedenkmünzen im Nennwert von 10 Euro (Gedenkmünze „225. Geburtstag Karl Friedrich Schinkel 1781 - 1841“)                                                                       |
| Münz10EuroBek 2006-01-17   | Bekanntmachung über die Ausprägung von deutschen Euro-Gedenkmünzen im Nennwert von 10 Euro (Gedenkmünze „FIFA Fußball-Weltmeisterschaft Deutschland 2006“ - 4. Ausgabe 2006 -)                                                       |
| Münz10EuroBek 2006-07-12   | Bekanntmachung über die Ausprägung von deutschen Euro-Gedenkmünzen im Nennwert von 10 Euro (Gedenkmünze „800 Jahre Dresden“) |
| Münz10EuroBek 2006-07-12/2 | Bekanntmachung über die Ausprägung von deutschen Euro-Gedenkmünzen im Nennwert von 10 Euro (Gedenkmünze „650 Jahre Städtehanse“) |
| Münz10EuroBek 2006-11-17   | Bekanntmachung über die Ausprägung von deutschen Euro-Gedenkmünzen im Nennwert von 10 Euro (Gedenkmünze „50 Jahre Bundesland Saarland“)                                                                                              |
| Münz10EuroBek 2007-01-24   | Bekanntmachung über die Ausprägung von deutschen Euro-Gedenkmünzen im Nennwert von 10 Euro (Gedenkmünze „50 Jahre Römische Verträge“)                                                                                                |
| Münz10EuroBek 2007-05-05   | Bekanntmachung über die Ausprägung von deutschen Euro-Gedenkmünzen im Nennwert von 10 Euro (Gedenkmünze „175. Geburtstag von Wilhelm Busch“)                                                                                         |
| Münz10EuroBek 2007-05-15   | Bekanntmachung über die Ausprägung von deutschen Euro-Gedenkmünzen im Nennwert von 10 Euro (Gedenkmünze „50 Jahre Deutsche Bundesbank“)                                                                                              |
| Münz10EuroBek 2007-10-11   | Bekanntmachung über die Ausprägung von deutschen Euro-Gedenkmünzen im Nennwert von 10 Euro (Gedenkmünze „800. Geburtstag Elisabeth von Thüringen“)                                                                                   |
| Münz10EuroBek 2008-01-19   | Bekanntmachung über die Ausprägung von deutschen Euro-Gedenkmünzen im Nennwert von 10 Euro (Gedenkmünze „200. Geburtstag Carl Spitzweg“)                                                                                             |
| Münz10EuroBek 2008-03-17   | Bekanntmachung über die Ausprägung von deutschen Euro-Gedenkmünzen im Nennwert von 10 Euro (Gedenkmünze „150. Geburtstag Max Planck“)                                                                                                |
| Münz10EuroBek 2008-04-24   | Bekanntmachung über die Ausprägung von deutschen Euro-Gedenkmünzen im Nennwert von 10 Euro (Gedenkmünze „125. Geburtstag Franz Kafka“)                                                                                               |
| Münz10EuroBek 2008-05-28   | Bekanntmachung über die Ausprägung von deutschen Euro-Gedenkmünzen im Nennwert von 10 Euro (Gedenkmünze „50 Jahre Gorch Fock“) |
| Münz10EuroBek 2008-08-25   | Bekanntmachung über die Ausprägung von deutschen Euro-Gedenkmünzen im Nennwert von 10 Euro (Gedenkmünze „Himmelsscheibe von Nebra“)                                                                                                  |
| Münz10EuroBek 2009-03-04   | Bekanntmachung über die Ausprägung von deutschen Euro-Gedenkmünzen im Nennwert von 10 Euro (Gedenkmünze „IAAF Leichtathletik WM Berlin 2009“)                                                                                        |
| Münz10EuroBek 2009-03-24   | Bekanntmachung über die Ausprägung von deutschen Euro-Gedenkmünzen im Nennwert von 10 Euro Gedenkmünze „400 Jahre Keplersche Gesetze“                                                                                                |
| Münz10EuroBek 2009-05-07   | Bekanntmachung über die Ausprägung von deutschen Euro-Gedenkmünzen im Nennwert von 10 Euro (Gedenkmünze „100 Jahre Internationale Luftfahrtausstellung“)                                                                             |
| Münz10EuroBek 2009-05-29   | Bekanntmachung über die Ausprägung von deutschen Euro-Gedenkmünzen im Nennwert von 10 Euro (Gedenkmünze „600 Jahre Universität Leipzig“)                                                                                             |
| Münz10EuroBek 2009-07-27   | Bekanntmachung über die Ausprägung von deutschen Euro-Gedenkmünzen im Nennwert von 10 Euro (Gedenkmünze „100 Jahre Jugendherbergen“)                                                                                                 |
| Münz10EuroBek 2009-09-04   | Bekanntmachung über die Ausprägung von deutschen Euro-Gedenkmünzen im Nennwert von 10 Euro (Gedenkmünze „100. Geburtstag Marion Gräfin Dönhoff“)                                                                                     |
| Münz10EuroBek 2010-04      | Bekanntmachung über die Ausprägung von deutschen Euro-Gedenkmünzen im Nennwert von 10 Euro (Gedenkmünze „200. Geburtstag des Komponisten Robert Schumann“)                                                                           |
| Münz10EuroBek 2010-05-10   | Bekanntmachung über die Ausprägung von deutschen Euro-Gedenkmünzen im Nennwert von 10 Euro (Gedenkmünze „300 Jahre Porzellanherstellung in Deutschland“)                                                                             |
| Münz10EuroBek 2010-05-20   | Bekanntmachung über die Ausprägung von deutschen Euro-Gedenkmünzen im Nennwert von 10 Euro (Gedenkmünze „100. Geburtstag von Konrad Zuse“)                                                                                           |
| Münz10EuroBek 2010-08      | Bekanntmachung über die Ausprägung von deutschen Euro-Gedenkmünzen im Nennwert von 10 Euro (Gedenkmünze „20 Jahre Deutsche Einheit“)                                                                                                 |
| Münz10EuroBek 2010-09-24   | Bekanntmachung über die Ausprägung von deutschen Euro-Gedenkmünzen im Nennwert von 10 Euro (Gedenkmünze „175 Jahre Eisenbahn in Deutschland“)                                                                                        |
| Münz10EuroBek 2010-12-17   | Bekanntmachung über die Ausprägung von deutschen Euro-Gedenkmünzen im Nennwert von 10 Euro Gedenkmünze „FIS-ALPINE SKI WM 2011 Garmisch-Partenkirchen“                                                                               |
| Münz10EuroBek 2011-01-20   | Bekanntmachung über die Ausprägung von deutschen Euro-Gedenkmünzen im Nennwert von 10 Euro (Gedenkmünze „200. Geburtstag Franz Liszt“)                                                                                               |
| Münz10EuroBek 2011-05-23   | Bekanntmachung über die Ausprägung von deutschen Euro-Gedenkmünzen im Nennwert von 10 Euro (Gedenkmünze „125 Jahre Automobil“) |
| Münz10EuroBek 2011-05-23/2 | Bekanntmachung über die Ausprägung von deutschen Euro-Gedenkmünzen im Nennwert von 10 Euro (Gedenkmünze „FRAUENFUSSBALL-WM in DEUTSCHLAND“)                                                                                          |
| Münz10EuroBek 2011-05-25   | Bekanntmachung über die Ausprägung von deutschen Euro-Gedenkmünzen im Nennwert von 10 Euro (Gedenkmünze „150 Jahre Entdeckung des Urvogels Archaeopteryx“)                                                                           |
| Münz10EuroBek 2011-06-23   | Bekanntmachung über die Ausprägung von deutschen Euro-Gedenkmünzen im Nennwert von 10 Euro (Gedenkmünze „500 Jahre Till Eulenspiegel“)                                                                                               |
| Münz10EuroBek 2011-09-20   | Bekanntmachung über die Ausprägung von deutschen Euro-Gedenkmünzen im Nennwert von 10 Euro (Gedenkmünze „100 Jahre Hamburger Elbtunnel“)                                                                                             |
| Münz10EuroBek 2011-12-13   | Bekanntmachung über die Ausprägung von deutschen Euro-Gedenkmünzen im Nennwert von 10 Euro (Gedenkmünze „300. Geburtstag Friedrich II.“)                                                                                             |
| Münz10EuroBek 2012-02-13   | Bekanntmachung über die Ausprägung von deutschen Euro-Gedenkmünzen im Nennwert von 10 Euro (Gedenkmünze „50 Jahre Deutsche Welthungerhilfe“)                                                                                         |
| Münz10EuroBek 2012-03-08   | Bekanntmachung über die Ausprägung von deutschen Euro-Gedenkmünzen im Nennwert von 10 Euro (Gedenkmünze „200 Jahre Grimms Märchen“)                                                                                                  |
| Münz10EuroBek 2012-09-10   | Bekanntmachung über die Ausprägung von deutschen Euro-Gedenkmünzen im Nennwert von 10 Euro (Gedenkmünze „100 Jahre Deutsche Nationalbibliothek“)                                                                                     |
| Münz10EuroBek 2012-11-19   | Bekanntmachung über die Ausprägung von deutschen Euro-Gedenkmünzen im Nennwert von 10 Euro (Gedenkmünze „150. Geburtstag Gerhart Hauptmann“)                                                                                         |
| Münz10EuroBek 2013-03-21   | Bekanntmachung über die Ausprägung von deutschen Euro-Gedenkmünzen im Nennwert von 10 Euro (Gedenkmünze „Schneewittchen“) |
| Münz10EuroBek 2013-04-25   | Bekanntmachung über die Ausprägung von deutschen Euro-Gedenkmünzen im Nennwert von 10 Euro (Gedenkmünze „150 Jahre Rotes Kreuz“) |
| Münz10EuroBek 2013-07-09   | Bekanntmachung über die Ausprägung von deutschen Euro-Gedenkmünzen im Nennwert von 10 Euro (Gedenkmünze „200. Geburtstag Richard Wagner“)                                                                                            |
| Münz10EuroBek 2014-02-28   | Bekanntmachung über die Ausprägung von deutschen Euro-Gedenkmünzen im Nennwert von 10 Euro (Gedenkmünze „200. Geburtstag Georg Büchner“)                                                                                             |
| Münz10EuroBek 2014-02-28/2 | Bekanntmachung über die Ausprägung von deutschen Euro-Gedenkmünzen im Nennwert von 10 Euro (Gedenkmünze „Hänsel und Gretel“) |
| Münz10EuroBek 2014-02-28/3 | Bekanntmachung über die Ausprägung von deutschen Euro-Gedenkmünzen im Nennwert von 10 Euro (Gedenkmünze „125 Jahre Strahlen elektrischer Kraft Heinrich Hertz“)                                                                      |
| Münz10EuroBek 2014-05-06   | Bekanntmachung über die Ausprägung von deutschen Euro-Gedenkmünzen im Nennwert von 10 Euro (Gedenkmünze „250. Geburtstag Johann Gottfried Schadow“)                                                                                  |
| Münz10EuroBek 2014-07-08   | Bekanntmachung über die Ausprägung von deutschen Euro-Gedenkmünzen im Nennwert von 10 Euro (Gedenkmünze „150. Geburtstag Richard Strauss“)                                                                                           |
| Münz10EuroBek 2014-07-08/2 | Bekanntmachung über die Ausprägung von deutschen Euro-Gedenkmünzen im Nennwert von 10 Euro (Gedenkmünze „600 Jahre Konstanzer Konzil“)                                                                                               |
| Münz10EuroBek 2015-06-23   | Bekanntmachung über die Ausprägung von deutschen Euro-Gedenkmünzen im Nennwert von 10 Euro (Gedenkmünze „300 Jahre Fahrenheit-Skala“)                                                                                                |
| Münz10EuroBek 2015-06-23/2 | Bekanntmachung über die Ausprägung von deutschen Euro-Gedenkmünzen im Nennwert von 10 Euro (Gedenkmünze „Dornröschen“) |
| Münz10EuroBek 2015-06-23/3 | Bekanntmachung über die Ausprägung von deutschen Euro-Gedenkmünzen im Nennwert von 10 Euro (Gedenkmünze „200. Geburtstag Otto von Bismarck“)                                                                                         |
| Münz10EuroBek 2015-06-23/4 | Bekanntmachung über die Ausprägung von deutschen Euro-Gedenkmünzen im Nennwert von 10 Euro (Gedenkmünze „150 Jahre Gesellschaft zur Rettung Schiffbrüchiger“)                                                                        |
| Münz10EuroBek 2015-06-23/5 | Bekanntmachung über die Ausprägung von deutschen Euro-Gedenkmünzen im Nennwert von 10 Euro (Gedenkmünze „1 000 Jahre Leipzig“) |
| Münz10EuroBek 2016-04-04   | Bekanntmachung über die Ausprägung von deutschen Euro-Gedenkmünzen im Nennwert von 10 Euro (Gedenkmünze „500. Geburtstag Lucas Cranach der Jüngere“)                                                                                 |
| Münz1DMBek                 | Bekanntmachung über die Ausprägung von Bundesmünzen im Nennwert von 1 Deutschen Mark |
| Münz1PfBek 1948            | Bekanntmachung über die Ausprägung von Münzen im Nennwert von 1 Pfennig |
| Münz1PfBek BW              | Bekanntmachung über die Ausprägung von Münzen im Nennwert von 1 Pfennig |
| Münz20EuroBek 2010         | Bekanntmachung über die Ausprägung von deutschen Euro-Gedenkmünzen im Nennwert von 20 Euro (Goldmünze „Eiche“ der Serie „Deutscher Wald“)                                                                                            |
| Münz20EuroBek 2011         | Bekanntmachung über die Ausprägung von deutschen Euro-Gedenkmünzen im Nennwert von 20 Euro (Goldmünze „Buche“ der Serie „Deutscher Wald“)                                                                                            |
| Münz20EuroBek 2012         | Bekanntmachung über die Ausprägung von deutschen Euro-Gedenkmünzen im Nennwert von 20 Euro (Goldmünze „Fichte“ der Serie „Deutscher Wald“)                                                                                           |
| Münz20EuroBek 2013         | Bekanntmachung über die Ausprägung von deutschen Euro-Gedenkmünzen im Nennwert von 20 Euro (Goldmünze „Kiefer“ der Serie „Deutscher Wald“)                                                                                           |
| Münz20EuroBek 2015-06-23   | Bekanntmachung über die Ausprägung von deutschen Euro-Gedenkmünzen im Nennwert von 20 Euro (Goldmünze „Kastanie“ der Serie „Deutscher Wald“)                                                                                         |
| Münz20EuroBek 2015-06-23/2 | Bekanntmachung über die Ausprägung von deutschen Euro-Gedenkmünzen im Nennwert von 20 Euro (Goldmünze „Linde“ der Serie „Deutscher Wald“)                                                                                            |
| Münz20EuroBek 2016-04-04/1 | Bekanntmachung über die Ausprägung von deutschen Euro-Gedenkmünzen im Nennwert von 20 Euro (Gedenkmünze „Rotkäppchen“) |
| Münz20EuroBek 2016-04-04/2 | Bekanntmachung über die Ausprägung von deutschen Euro-Gedenkmünzen im Nennwert von 20 Euro (Gedenkmünze „125. Geburtstag Nelly Sachs“)                                                                                               |
| Münz20EuroBek 2016-07-11   | Bekanntmachung über die Ausprägung von deutschen Euro-Gedenkmünzen im Nennwert von 20 Euro (Goldmünze „Nachtigall“ der Serie „Heimische Vögel“)                                                                                      |
| Münz20EuroBek 2016-12-01   | Bekanntmachung über die Ausprägung von deutschen Euro-Gedenkmünzen im Nennwert von 20 Euro (Gedenkmünze „200. Geburtstag Ernst Litfaß“)                                                                                              |
| Münz20EuroBek 2016-12-01/2 | Bekanntmachung über die Ausprägung von deutschen Euro-Gedenkmünzen im Nennwert von 20 Euro (Gedenkmünze „175 Jahre Deutschlandlied“)                                                                                                 |
| Münz20EuroBek 2016-12-01/3 | Bekanntmachung über die Ausprägung von deutschen Euro-Gedenkmünzen im Nennwert von 20 Euro (Gedenkmünze „125. Geburtstag Otto Dix“)                                                                                                  |
| Münz20EuroBek 2017-01-13   | Bekanntmachung über die Ausprägung von deutschen Euro-Gedenkmünzen im Nennwert von 20 Euro (Gedenkmünze „Bremer Stadtmusikanten“ Stadtmusikanten)                                                                                    |
| Münz20EuroBek 2017-03-23   | Bekanntmachung über die Ausprägung von deutschen Euro-Gedenkmünzen im Nennwert von 20 Euro (Gedenkmünze „500 Jahre Reformation“) |
| Münz20EuroBek 2017-04-19   | Bekanntmachung über die Ausprägung von deutschen Euro-Gedenkmünzen im Nennwert von 20 Euro (Gedenkmünze „50 Jahre Deutsche Sporthilfe“)                                                                                              |
| Münz20EuroBek 2017-06-15   | Bekanntmachung über die Ausprägung von deutschen Euro-Gedenkmünzen im Nennwert von 20 Euro (Gedenkmünze „Laufmaschine von Karl Drais 1817“)                                                                                          |
| Münz20EuroBek 2017-10-23/1 | Bekanntmachung über die Ausprägung von deutschen Euro-Gedenkmünzen im Nennwert von 20 Euro (Goldmünze „Pirol“ der Serie „Heimische Vögel“)                                                                                           |
| Münz20EuroBek 2017-10-23/2 | Bekanntmachung über die Ausprägung von deutschen Euro-Gedenkmünzen im Nennwert von 20 Euro (Gedenkmünze „300. Geburtstag Johann Joachim Winckelmann“)                                                                                |
| Münz25EuroBek 2016-04-04   | Bekanntmachung über die Ausprägung von deutschen Euro-Gedenkmünzen im Nennwert von 25 Euro (Gedenkmünze „25 Jahre Deutsche Einheit“)                                                                                                 |
| Münz2DMBek 1970            | Bekanntmachung über die Ausprägung von Bundesmünzen im Nennwert von 2 Deutschen Mark |
| Münz2DMBek 1973            | Bekanntmachung über die Ausprägung von Bundesmünzen im Nennwert von 2 Deutschen Mark |
| Münz2DMBek 1979            | Bekanntmachung über die Ausprägung von Bundesmünzen im Nennwert von 2 Deutschen Mark |
| Münz2DMBek 1988            | Bekanntmachung über die Ausprägung von Bundesmünzen im Nennwert von 2 Deutschen Mark |
| Münz2DMBek 1990            | Bekanntmachung über die Ausprägung von Bundesmünzen im Nennwert von 2 Deutschen Mark |
| Münz2DMBek 1994            | Bekanntmachung über die Ausprägung von Bundesmünzen im Nennwert von 2 Deutschen Mark |
| Münz2EuroBek 2006          | Bekanntmachung über die Ausprägung von deutschen Euro-Gedenkmünzen im Nennwert von 2 Euro (Gedenkmünze „Schleswig-Holstein“) |
| Münz2EuroBek 2006-11       | Bekanntmachung über die Ausprägung von deutschen Euro-Gedenkmünzen im Nennwert von 2 Euro (Gedenkmünze „Mecklenburg-Vorpommern“) |
| Münz2EuroBek 2006-12       | Bekanntmachung über die Ausprägung von deutschen Euro-Gedenkmünzen im Nennwert von 2 Euro (Gedenkmünze „50 Jahre Römische Verträge“)                                                                                                 |
| Münz2EuroBek 2007-12       | Bekanntmachung über die Ausprägung von deutschen Euro-Gedenkmünzen im Nennwert von 2 Euro (Gedenkmünze „Hamburg“) |
| Münz2EuroBek 2008-10       | Bekanntmachung über die Ausprägung von deutschen Euro-Gedenkmünzen im Nennwert von 2 Euro (Gedenkmünze „10 Jahre Wirtschafts- und Währungsunion“)                                                                                    |
| Münz2EuroBek 2008-11       | Bekanntmachung über die Ausprägung von deutschen Euro-Gedenkmünzen im Nennwert von 2 Euro (Gedenkmünze „Saarland“) |
| Münz2EuroBek 2009-11       | Bekanntmachung über die Ausprägung von deutschen Euro-Gedenkmünzen im Nennwert von 2 Euro (Gedenkmünze „Bremen“) |
| Münz2EuroBek 2010          | Bekanntmachung über die Ausprägung von deutschen Euro-Gedenkmünzen im Nennwert von 2 Euro (Gedenkmünze „Nordrhein-Westfalen“) |
| Münz2EuroBek 2011          | Bekanntmachung über die Ausprägung von deutschen Euro-Gedenkmünzen im Nennwert von 2 Euro (Gedenkmünze „Bayern“) |
| Münz2EuroBek 2012          | Bekanntmachung über die Ausprägung von deutschen Euro-Gedenkmünzen im Nennwert von 2 Euro (Gedenkmünze „10 Jahre Euro-Bargeld“) |
| Münz2EuroBek 2013          | Bekanntmachung über die Ausprägung von deutschen Euro-Gedenkmünzen im Nennwert von 2 Euro (Gedenkmünze „50 Jahre Élysée-Vertrag“) |
| Münz2EuroBek 2013-01       | Bekanntmachung über die Ausprägung von deutschen Euro-Gedenkmünzen im Nennwert von 2 Euro (Gedenkmünze „Baden-Württemberg“) |
| Münz2EuroBek 2014-02-28    | Bekanntmachung über die Ausprägung von deutschen Euro-Gedenkmünzen im Nennwert von 2 Euro (Gedenkmünze „Niedersachsen“) |
| Münz2EuroBek 2015-06-23    | Bekanntmachung über die Ausprägung von deutschen Euro-Gedenkmünzen im Nennwert von 2 Euro (Gedenkmünze „Hessen“) |
| Münz2EuroBek 2015-06-23/2  | Bekanntmachung über die Ausprägung von deutschen Euro-Gedenkmünzen im Nennwert von 2 Euro (Gedenkmünze „25 Jahre Deutsche Einheit“)                                                                                                  |
| Münz2EuroBek 2016-04-04/1  | Bekanntmachung über die Ausprägung von deutschen Euro-Gedenkmünzen im Nennwert von 2 Euro (Gedenkmünze „30 Jahre Europaflagge“) |
| Münz2EuroBek 2016-04-04/2  | Bekanntmachung über die Ausprägung von deutschen Euro-Gedenkmünzen im Nennwert von 2 Euro (Gedenkmünze „Sachsen“) |
| Münz2EuroBek 2017-01-13    | Bekanntmachung über die Ausprägung von deutschen Euro-Gedenkmünzen im Nennwert von 2 Euro (Gedenkmünze „Rheinland-Pfalz“) |
| Münz2PfBek 1950            | Bekanntmachung über die Ausprägung von Bundesmünzen im Nennwert von 2 Deutschen Pfennig |
| Münz2PfBek 1968            | Bekanntmachung über die Ausprägung von Bundesmünzen im Nennwert von 2 Deutschen Pfennig |
| Münz5/10PfBek              | Bekanntmachung über die Ausgabe von Münzen im Nennwert von 5 und 10 Pfennig |
| Münz50EuroBek 2017-05-15   | Bekanntmachung über die Ausprägung von deutschen Euro-Gedenkmünzen im Nennwert von 50 Euro (Goldmünze „Lutherrose“) |
| Münz50PfBek 1949           | Bekanntmachung über die Ausgabe von Münzen im Nennwert von 50 Pfennig |
| Münz50PfBek 1950           | Bekanntmachung über die Ausgabe von Bundesmünzen im Nennwert von 50 Deutschen Pfennig |
| Münz50PfBek 1972           | Bekanntmachung über die Ausprägung von Bundesmünzen im Nennwert von 50 Deutschen Pfennig |
| Münz5DMBek 1953            | Bekanntmachung über die Ausprägung von Bundesmünzen im Nennwert von 5 Deutschen Mark |
| Münz5DMBek 1955-04         | Bekanntmachung über die Ausprägung von Bundesmünzen im Nennwert von 5 Deutschen Mark |
| Münz5DMBek 1955-08         | Bekanntmachung über die Ausprägung von Bundesmünzen im Nennwert von 5 Deutschen Mark (Gedenkmünze Markgraf Ludwig Wilhelm von Baden)                                                                                                 |
| Münz5DMBek 1957            | Bekanntmachung über die Ausprägung von Bundesmünzen im Nennwert von 5 Deutschen Mark |
| Münz5DMBek 1966            | Bekanntmachung über die Ausprägung von Bundesmünzen im Nennwert von 5 Deutschen Mark (Fichte-Gedenkmünze) |
| Münz5DMBek 1967-02         | Bekanntmachung über die Ausprägung von Bundesmünzen im Nennwert von 5 Deutschen Mark (Leibniz-Gedenkmünze) |
| Münz5DMBek 1967-11         | Bekanntmachung über die Ausprägung von Bundesmünzen im Nennwert von 5 Deutschen Mark (Humboldt-Gedenkmünze) |
| Münz5DMBek 1968-10-10      | Bekanntmachung über die Ausprägung von Bundesmünzen im Nennwert von 5 Deutschen Mark (Raiffeisen-Gedenkmünze) |
| Münz5DMBek 1968-10-31      | Bekanntmachung über die Ausprägung von Bundesmünzen im Nennwert von 5 Deutschen Mark (Gutenberg-Gedenkmünze) |
| Münz5DMBek 1968-12-11      | Bekanntmachung über die Ausprägung von Bundesmünzen im Nennwert von 5 Deutschen Mark (Pettenkofer-Gedenkmünze) |
| Münz5DMBek 1969            | Bekanntmachung über die Ausprägung von Bundesmünzen im Nennwert von 5 Deutschen Mark (Fontane-Gedenkmünze) |
| Münz5DMBek 1970            | Bekanntmachung über die Ausprägung von Bundesmünzen im Nennwert von 5 Deutschen Mark (Mercator-Gedenkmünze) |
| Münz5DMBek 1971-08         | Bekanntmachung über die Ausprägung von Bundesmünzen im Nennwert von 5 Deutschen Mark (Beethoven-Gedenkmünze) |
| Münz5DMBek 1971-10         | Bekanntmachung über die Ausprägung von Bundesmünzen im Nennwert von 5 Deutschen Mark (Reichsgründungsmünze) |
| Münz5DMBek 1972            | Bekanntmachung über die Ausprägung von Bundesmünzen im Nennwert von 5 Deutschen Mark (Dürer-Gedenkmünze) |
| Münz5DMBek 1973-04         | Bekanntmachung über die Ausprägung von Bundesmünzen im Nennwert von 5 Deutschen Mark (Kopernikus-Gedenkmünze) |
| Münz5DMBek 1973-11         | Bekanntmachung über die Ausprägung von Bundesmünzen im Nennwert von 5 Deutschen Mark (Gedenkmünze „Frankfurter Nationalversammlung 1848 in der Paulskirche“)                                                                         |
| Münz5DMBek 1974-04         | Bekanntmachung über die Ausprägung von Bundesmünzen im Nennwert von 5 Deutschen Mark (Gedenkmünze 25. Jahrestag der Verkündung des Grundgesetzes für die Bundesrepublik Deutschland am 23. Mai 1949)                                 |
| Münz5DMBek 1974-11         | Bekanntmachung über die Ausprägung von Bundesmünzen im Nennwert von 5 Deutschen Mark (Kant-Gedenkmünze) |
| Münz5DMBek 1975-01-08      | Bekanntmachung über die Ausprägung von Bundesmünzen im Nennwert von 5 Deutschen Mark |
| Münz5DMBek 1975-01-22      | Bekanntmachung über die Ausprägung von Bundesmünzen im Nennwert von 5 Deutschen Mark (Friedrich-Ebert-Gedenkmünze) |
| Münz5DMBek 1975-09         | Bekanntmachung über die Ausprägung von Bundesmünzen im Nennwert von 5 Deutschen Mark (Gedenkmünze Europäisches Denkmalschutzjahr 1975)                                                                                               |
| Münz5DMBek 1975-10         | Bekanntmachung über die Ausprägung von Bundesmünzen im Nennwert von 5 Deutschen Mark (Albert-Schweitzer-Gedenkmünze) |
| Münz5DMBek 1976-07         | Bekanntmachung über die Ausprägung von Bundesmünzen im Nennwert von 5 Deutschen Mark (Grimmelshausen-Gedenkmünze) |
| Münz5DMBek 1977-03         | Bekanntmachung über die Ausprägung von Bundesmünzen im Nennwert von 5 Deutschen Mark (Gauß-Gedenkmünze) |
| Münz5DMBek 1977-08         | Bekanntmachung über die Ausprägung von Bundesmünzen im Nennwert von 5 Deutschen Mark (Kleist-Gedenkmünze) |
| Münz5DMBek 1978-03         | Bekanntmachung über die Ausprägung von Bundesmünzen im Nennwert von 5 Deutschen Mark (Stresemann-Gedenkmünze) |
| Münz5DMBek 1978-06         | Bekanntmachung über die Ausprägung von Bundesmünzen im Nennwert von 5 Deutschen Mark (Neumann-Gedenkmünze) |
| Münz5DMBek 1979-02         | Bekanntmachung über die Ausprägung von Bundesmünzen im Nennwert von 5 Deutschen Mark (Gedenkmünze Deutsches Archäologisches Institut)                                                                                                |
| Münz5DMBek 1980            | Bekanntmachung über die Ausprägung von Bundesmünzen im Nennwert von 5 Deutschen Mark (Otto Hahn-Gedenkmünze) |
| Münz5DMBek 1980-08         | Bekanntmachung über die Ausprägung von Bundesmünzen im Nennwert von 5 Deutschen Mark (Gedenkmünze Kölner Dom) |
| Münz5DMBek 1980-11         | Bekanntmachung über die Ausprägung von Bundesmünzen im Nennwert von 5 Deutschen Mark (Gedenkmünze Walther von der Vogelweide) |
| Münz5DMBek 1981-05         | Bekanntmachung über die Ausprägung von Bundesmünzen im Nennwert von 5 Deutschen Mark (Gedenkmünze Gotthold Ephraim Lessing) |
| Münz5DMBek 1981-10         | Bekanntmachung über die Ausprägung von Bundesmünzen im Nennwert von 5 Deutschen Mark (Gedenkmünze Carl Reichsfreiherr vom und zum Stein)                                                                                             |
| Münz5DMBek 1982-07         | Bekanntmachung über die Ausprägung von Bundesmünzen im Nennwert von 5 Deutschen Mark (Umweltkonferenz-Gedenkmünze) |
| Münz5DMBek 1982-11         | Bekanntmachung über die Ausprägung von Bundesmünzen im Nennwert von 5 Deutschen Mark (Gedenkmünze Johann Wolfgang von Goethe) |
| Münz5DMBek 1983-05         | Bekanntmachung über die Ausprägung von Bundesmünzen im Nennwert von 5 Deutschen Mark (Gedenkmünze Karl Marx) |
| Münz5DMBek 1983-09         | Bekanntmachung über die Ausprägung von Bundesmünzen im Nennwert von 5 Deutschen Mark (Gedenkmünze Martin Luther) |
| Münz5DMBek 1984-04         | Bekanntmachung über die Ausprägung von Bundesmünzen im Nennwert von 5 Deutschen Mark (Gedenkmünze 150. Gründungstag des Deutschen Zollvereins)                                                                                       |
| Münz5DMBek 1984-09         | Bekanntmachung über die Ausprägung von Bundesmünzen im Nennwert von 5 Deutschen Mark (Gedenkmünze Felix Mendelssohn Bartholdy) |
| Münz5DMBek 1985            | Bekanntmachung über die Ausprägung von Bundesmünzen im Nennwert von 5 Deutschen Mark (Gedenkmünze Europäisches Jahr der Musik 1985)                                                                                                  |
| Münz5DMBek 1985-10         | Bekanntmachung über die Ausprägung von Bundesmünzen im Nennwert von 5 Deutschen Mark (Gedenkmünze 150 Jahre Eisenbahn in Deutschland)                                                                                                |
| Münz5DMBek 1986            | Bekanntmachung über die Ausprägung von Bundesmünzen im Nennwert von 5 Deutschen Mark (Gedenkmünze 600jähriges Bestehen der Ruprecht-Karls-Universität Heidelberg)                                                                    |
| Münz5DMBek 1986-09         | Bekanntmachung über die Ausprägung von Bundesmünzen im Nennwert von 5 Deutschen Mark (Gedenkmünze Friedrich der Große) |
| Münz5EuroBek 2016-04-04    | Bekanntmachung über die Ausprägung von deutschen Euro-Gedenkmünzen im Nennwert von 5 Euro (Gedenkmünze „Planet Erde“) |
| Münz5EuroBek 2017-04-04    | Bekanntmachung über die Ausprägung von deutschen Euro-Gedenkmünzen im Nennwert von 5 Euro (Gedenkmünze „Tropische Zone“) |
| MünzUmschriftBek           | Bekanntmachung über die Ausgabe von Münzen im Nennwert von 1, 5, 10 und 50 Pfennig, die an Stelle der Schrift „Bank deutscher Länder“ die Umschrift „Bundesrepublik Deutschland“ tragen                                              |

| N                  | |
| NHBrfBek           | Bekanntmachung der Briefe des Bundespräsidenten vom 19. August 1991 und des Bundeskanzlers vom 23. August 1991 über die Bestimmung der 3. Strophe des Liedes der Deutschen zur Nationalhymne der Bundesrepublik Deutschland |
| NordSFischZProkBek | Bekanntmachung der Proklamation der Bundesrepublik Deutschland über die Errichtung einer Fischereizone der Bundesrepublik Deutschland in der Nordsee                                                                        |

| O                   | |
| OlympiaMünz1Bek     | Bekanntmachung über die Ausprägung von Bundesmünzen im Nennwert von 10 Deutschen Mark (Olympiamünze - 1. Motiv/Aufstockung)                         |
| OlympiaMünz2Bek     | Bekanntmachung über die Ausprägung einer Bundesmünze im Nennwert von 10 Deutschen Mark (2. Motiv der Olympiamünze - Ausgabe 1970)                   |
| OlympiaMünz3Bek     | Bekanntmachung über die Ausprägung einer Bundesmünze im Nennwert von 10 Deutschen Mark (3. Motiv der Olympia-Münze - Ausgabe 1971)                  |
| OlympiaMünz4Bek     | Bekanntmachung über die Ausprägung einer Bundesmünze im Nennwert von 10 Deutschen Mark (4. Motiv der Olympiamünze)                                  |
| OlympiaMünz5Bek     | Bekanntmachung über die Ausprägung von Bundesmünzen im Nennwert von 10 Deutschen Mark (5. Motiv der Olympiamünze)                                   |
| OlympiaMünzBek 1970 | Bekanntmachung über die Ausprägung von Bundesmünzen im Nennwert von 10 Deutschen Mark (Olympiamünze)                                                |
| OrdenG§5Bek 2009    | Bekanntmachung des Bundespräsidenten über die Erteilung von Annahme- und Tragegenehmigungen für bestimmte Orden und Ehrenzeichen                    |
| OstSFischZProkBek   | Bekanntmachung der Proklamation der Bundesrepublik Deutschland über die Errichtung einer Fischereizone der Bundesrepublik Deutschland in der Ostsee |

| P                    | |
| PatG§16aAbs1Bek 96   | Bekanntmachung zu § 16a Abs. 1 des Patentgesetzes                                                                                                 |
| PatG§41Abs2Bek       | Bekanntmachung zu § 41 Abs. 2 des Patentgesetzes                                                                                                  |
| PatG§41Abs2Bek 95-04 | Bekanntmachung zu § 41 Abs. 2 des Patentgesetzes                                                                                                  |
| PatG§41Abs2Bek 96    | Bekanntmachung zu § 41 Abs. 2 des Patentgesetzes                                                                                                  |
| PatInfoZBek          | Bekanntmachung der zur Entgegennahme von Patent- und Gebrauchsmusteranmeldungen befugten Patentinformationszentren                                |
| PatInfoZBek 1999-11  | Bekanntmachung der zur Entgegennahme von Patent- und Gebrauchsmusteranmeldungen befugten Patentinformationszentren                                |
| PatInfoZBek 2000-09  | Bekanntmachung der zur Entgegennahme von Patent- und Gebrauchsmusteranmeldungen befugten Patentinformationszentren                                |
| PatInfoZBek 2001-02  | Bekanntmachung der zur Entgegennahme von Patent- und Gebrauchsmusteranmeldungen befugten Patentinformationszentren                                |
| PatInfoZBek 2004     | Bekanntmachung der zur Entgegennahme von Patent-, Gebrauchsmuster-, Marken- und Geschmacksmusteranmeldungen befugten Patentinformationszentren    |
| PatInfoZBek 2009     | Bekanntmachung der zur Entgegennahme von Patent-, Gebrauchsmuster-, Marken- und Geschmacksmusteranmeldungen befugten Patentinformationszentren    |
| PatInfoZBek 2016     | Bekanntmachung der Änderung der zur Entgegennahme von Patent-, Gebrauchsmuster-, Marken- und Designanmeldungen befugten Patentinformationszentren |
| PatInfoZBek 2017     | Bekanntmachung der Änderung der zur Entgegennahme von Patent-, Gebrauchsmuster-, Marken- und Designanmeldungen befugten Patentinformationszentren |
| PfändfreiGrBek 2003  | Bekanntmachung zu § 850c der Zivilprozessordnung                                                                                                  |
| PfändfreiGrBek 2005  | Bekanntmachung zu § 850c der Zivilprozessordnung                                                                                                  |
| PfändfreiGrBek 2007  | Bekanntmachung zu § 850c der Zivilprozessordnung                                                                                                  |
| PfändfreiGrBek 2009  | Bekanntmachung zu § 850c der Zivilprozessordnung                                                                                                  |
| PfändfreiGrBek 2011  | Bekanntmachung zu § 850c der Zivilprozessordnung                                                                                                  |
| PfändfreiGrBek 2013  | Bekanntmachung zu § 850c der Zivilprozessordnung                                                                                                  |
| PfändfreiGrBek 2015  | Bekanntmachung zu den §§ 850c und 850f der Zivilprozessordnung                                                                                    |
| PfändfreiGrBek 2017  | Bekanntmachung zu den §§ 850c und 850f der Zivilprozessordnung                                                                                    |
| PKHB 2011            | Bekanntmachung zu § 115 der Zivilprozessordnung                                                                                                   |
| PKHB 2012            | Bekanntmachung zu § 115 der Zivilprozessordnung                                                                                                   |
| PKHB 2013            | Bekanntmachung zu § 115 der Zivilprozessordnung                                                                                                   |
| PKHB 2014            | Bekanntmachung zu § 115 der Zivilprozessordnung                                                                                                   |
| PKHB 2015            | Bekanntmachung zu § 115 der Zivilprozessordnung                                                                                                   |
| PKHB 2016            | Bekanntmachung zu § 115 der Zivilprozessordnung                                                                                                   |
| PKHB 2017            | Bekanntmachung zu § 115 der Zivilprozessordnung                                                                                                   |
| PKHB 2018            | Bekanntmachung zu § 115 der Zivilprozessordnung                                                                                                   |

| R                                 | |
| RBBek 2012                        | Bekanntmachung über die Höhe der Regelbedarfe nach § 20 Absatz 5 des Zweiten Buches Sozialgesetzbuch für die Zeit ab 1. Januar 2012                                                                                 |
| RBBek 2013                        | Bekanntmachung über die Höhe der Regelbedarfe nach § 20 Absatz 5 des Zweiten Buches Sozialgesetzbuch für die Zeit ab 1. Januar 2013                                                                                 |
| RBBek 2014                        | Bekanntmachung über die Höhe der Regelbedarfe nach § 20 Absatz 5 des Zweiten Buches Sozialgesetzbuch für die Zeit ab 1. Januar 2014                                                                                 |
| RBBek 2015                        | Bekanntmachung über die Höhe der Regelbedarfe nach § 20 Absatz 5 des Zweiten Buches Sozialgesetzbuch für die Zeit ab 1. Januar 2015                                                                                 |
| RBBek 2016                        | Bekanntmachung über die Höhe der Regelbedarfe nach § 20 Absatz 5 des Zweiten Buches Sozialgesetzbuch für die Zeit ab 1. Januar 2016                                                                                 |
| RheinFuDVbgBek                    | Bekanntmachung der Regionalen Vereinbarung über den Rheinfunkdienst |
| RheinMainDonSchStrGBek            | Bekanntmachung zu dem Gesetz über den rechtlichen Status der Rhein-Main-Donau-Großschiffahrtsstraße zwischen dem Main und Nürnberg und über die damit zusammenhängenden Eigentumsverhältnisse                       |
| RheinMainDonSchStrGBek 1968-05-06 | Bekanntmachung zu dem Gesetz über den rechtlichen Status der Rhein-Main-Donau-Großschiffahrtsstraße zwischen dem Main und Nürnberg und über die damit zusammenhängenden Eigentumsverhältnisse vom 29. November 1967 |
| RheinMainDonSchStrGBek 1970-10-23 | Bekanntmachung zu dem Gesetz vom 29. November 1967 über den rechtlichen Status der Rhein-Main-Donau-Großschiffahrtsstraße zwischen dem Main und Nürnberg und über die damit zusammenhängenden Eigentumsverhältnisse |
| RheinMainDonSchStrGBek 1972-08    | Bekanntmachung zu dem Gesetz über den rechtlichen Status der Rhein-Main-Donau-Großschiffahrtsstraße zwischen dem Main und Nürnberg und über die damit zusammenhängenden Eigentumsverhältnisse                       |
| RHiGRCAbkBek                      | Bekanntmachung über das deutsch-griechische Abkommen über die gegenseitige Rechtshilfe in Angelegenheiten des bürgerlichen und Handels-Rechts                                                                       |
| RKonkordatBek                     | Bekanntmachung über das Konkordat zwischen dem Deutschen Reich und dem Heiligen Stuhl |
| RVBeitrSBek 2011                  | Bekanntmachung der Beitragssätze in der allgemeinen Rentenversicherung und der knappschaftlichen Rentenversicherung für das Jahr 2011                                                                               |
| RVBeitrSBek 2014                  | Bekanntmachung der Beitragssätze in der allgemeinen Rentenversicherung und der knappschaftlichen Rentenversicherung für das Jahr 2014                                                                               |
| RVBeitrSBek 2016                  | Bekanntmachung der Beitragssätze in der allgemeinen Rentenversicherung und der knappschaftlichen Rentenversicherung für das Jahr 2016                                                                               |
| RVBeitrSBek 2017                  | Bekanntmachung der Beitragssätze in der allgemeinen Rentenversicherung und der knappschaftlichen Rentenversicherung für das Jahr 2017                                                                               |

| S                           | |
| SchAnpGArt11Abs2aBek        | Bekanntmachung nach Artikel 11 Abs. 2a des Seeschiffahrtsanpassungsgesetzes |
| SchatzAnwBek                | Bekanntmachung über die Eintragung von verzinslichen Schatzanweisungen der Bundesrepublik Deutschland in das Bundesschuldbuch sowie von verzinslichen Schatzanweisungen des Bundeseisenbahnvermögens in das Bundesbahnschuldbuch und von verzinslichen Schatzanweisungen der Deutschen Bundespost in das Schuldbuch der Deutschen Bundespost |
| SeeFSichV1993AnwBek         | Bekanntmachung über die Anwendbarkeit von Teilen der Verordnung über die Sicherung der Seefahrt |
| SeemAmtsBek 1982            | Bekanntmachung über die Seemannsämter außerhalb des Geltungsbereiches des Grundgesetzes und die mit der Wahrnehmung seemannsamtlicher Aufgaben beauftragten Honorarkonsularbeamten der Bundesrepublik Deutschland |
| SeeVersNachwGAnwBek         | Bekanntmachung über die Anwendbarkeit von Teilen des Seeversicherungsnachweisgesetzes |
| SGB2§20Abs2Bek              | Bekanntmachung über die Höhe der Regelleistung nach § 20 Abs. 2 des Zweiten Buches Sozialgesetzbuch für die Zeit ab 1. Juli 2005 |
| SGB2§20Abs2Bek 2006         | Bekanntmachung über die Höhe der Regelleistung nach § 20 Abs. 2 des Zweiten Buches Sozialgesetzbuch für die Zeit ab 1. Juli 2006 |
| SGB2§20Abs2Bek 2007         | Bekanntmachung über die Höhe der Regelleistung nach § 20 Abs. 2 Satz 1 des Zweiten Buches Sozialgesetzbuch für die Zeit ab 1. Juli 2007 |
| SGB2§20Abs2Bek 2008         | Bekanntmachung über die Höhe der Regelleistung nach § 20 Abs. 2 Satz 1 des Zweiten Buches Sozialgesetzbuch für die Zeit ab 1. Juli 2008 |
| SGB2§20Abs2Bek 2009         | Bekanntmachung über die Höhe der Regelleistung nach § 20 Absatz 2 Satz 1 des Zweiten Buches Sozialgesetzbuch für die Zeit ab 1. Juli 2009 |
| SGB2§20Abs2Bek 2010         | Bekanntmachung über die Höhe der Regelleistung nach § 20 Absatz 2 Satz 1 des Zweiten Buches Sozialgesetzbuch für die Zeit ab 1. Juli 2010 |
| SortSchBek 1990             | Bekanntmachung über die Gewährung eines dem Sortenschutz entsprechenden Schutzes außerhalb des Geltungsbereichs des Sortenschutzgesetzes |
| SortSchBek 1993             | Bekanntmachung über die Gewährung eines dem Sortenschutz entsprechenden Schutzes im Ausland |
| StrandschutzwerkSicherungsV | Bekanntmachung der Verordnung über die Sicherung von Strandschutzwerken auf der Nordseeinsel Borkum |
| StromStG§10Abs2Bek          | Bekanntmachung nach § 10 Absatz 2 des Stromsteuergesetzes |
| StromStG§10Abs3uaBek        | Bekanntmachung nach § 10 Absatz 3 des Stromsteuergesetzes sowie § 55 Absatz 4 des Energiesteuergesetzes |
| StromStG§10Abs3uaBek 2016   | Bekanntmachung nach § 10 Absatz 3 des Stromsteuergesetzes sowie § 55 Absatz 4 des Energiesteuergesetzes |
| StromStG§10Abs3uaBek 2017   | Bekanntmachung nach § 10 Absatz 3 des Stromsteuergesetzes sowie § 55 Absatz 4 des Energiesteuergesetzes |
| StromStG§10Abs3uaBek 2018   | Bekanntmachung nach § 10 Absatz 3 des Stromsteuergesetzes sowie § 55 Absatz 4 des Energiesteuergesetzes |

| T               | |
| TÄndRLUGInkrBek | Bekanntmachung über das Inkrafttreten von Teilen des Gesetzes zur Umsetzung der Transparenzrichtlinie-Änderungsrichtlinie |

| U                        | |
| UrhG§126/§121Bek 1988-09 | Bekanntmachung zu § 126 Abs. 3 Satz 2 in Verbindung mit § 121 Abs. 4 Satz 2 des Urheberrechtsgesetzes |
| UrhG§127aAbs3Bek         | Bekanntmachung nach § 127a Abs. 3 des Urheberrechtsgesetzes                                           |
| USG2015§9Abs1S3Bek       | Bekanntmachung nach § 9 Absatz 1 Satz 3 des Unterhaltssicherungsgesetzes                              |

| V                              | |
| VermRglISRBek                  | Bekanntmachung über die Voraussetzungen für die Auszahlung der von Israel für das deutsche weltliche Vermögen in Israel geleisteten Entschädigung durch die Regierung der Bundesrepublik Deutschland oder die Regierung des Australischen Bundes und über die Entschädigungsbeträge, die für die einzelnen Gruppen von Vermögensschäden für die Verteilung durch die Bundesrepublik Deutschland zur Verfügung stehen |
| VersAusglKassG§3Abs1S2Bek      | Bekanntmachung nach § 3 Absatz 1 Satz 2 des Gesetzes über die Versorgungsausgleichskasse |
| VersorgAusglAnglFaktorBek      | Bekanntmachung der Angleichungsfaktoren für den Versorgungsausgleich in der Rentenversicherung |
| VersorgAusglAnglFaktorBek 2003 | Bekanntmachung der Angleichungsfaktoren für den Versorgungsausgleich in der Rentenversicherung |
| VersorgAusglAnglFaktorBek 2007 | Bekanntmachung der Angleichungsfaktoren für den Versorgungsausgleich in der Rentenversicherung |
| VersorgAusglAnglFaktorBek 2008 | Bekanntmachung der Angleichungsfaktoren für den Versorgungsausgleich in der Rentenversicherung |
| VersorgAusglAnglFaktorBek 2009 | Bekanntmachung der Angleichungsfaktoren für den Versorgungsausgleich in der Rentenversicherung |
| VersorgAusglUmrFaktorBek 2012  | Bekanntmachung der Umrechnungsfaktoren für den Versorgungsausgleich in der Rentenversicherung |
| VersorgAusglUmrFaktorBek 2013  | Bekanntmachung der Umrechnungsfaktoren für den Versorgungsausgleich in der Rentenversicherung |
| VersorgAusglUmrFaktorBek 2014  | Bekanntmachung der Umrechnungsfaktoren für den Versorgungsausgleich in der Rentenversicherung |
| VersorgAusglUmrFaktorBek 2015  | Bekanntmachung der Umrechnungsfaktoren für den Versorgungsausgleich in der Rentenversicherung |
| VersorgAusglUmrFaktorBek 2016  | Bekanntmachung der Umrechnungsfaktoren für den Versorgungsausgleich in der Rentenversicherung |
| VersorgAusglUmrFaktorBek 2017  | Bekanntmachung der Umrechnungsfaktoren für den Versorgungsausgleich in der Rentenversicherung |
| VersorgAusglUmrFaktorBek 2018  | Bekanntmachung der Umrechnungsfaktoren für den Versorgungsausgleich in der Rentenversicherung |
| VollstrKlZustEGKSBek           | Bekanntmachung über die Zuständigkeit für die Erteilung der Vollstreckungsklausel zu Entscheidungen der Hohen Behörde und des Gerichtshofes der Europäischen Gemeinschaft für Kohle und Stahl |
| VollstrKlZustEWGBek            | Bekanntmachung über die Zuständigkeit für die Erteilung der Vollstreckungsklausel zu Entscheidungen von Organen der Europäischen Wirtschaftsgemeinschaft und der Europäischen Atomgemeinschaft |

| W                        | |
| WaStrBAV                 | Bekanntmachung der Strompolizeiverordnung zum Schutz bundeseigener Betriebsanlagen an Bundeswasserstraßen      |
| WBGArt13InkrBek          | Bekanntmachung über das Inkrafttreten des Artikels 13 des Gesetzes zur Beschleunigung des Wirtschaftswachstums |
| WrackBKostDGAnwBek       | Bekanntmachung über die Anwendbarkeit des Wrackbeseitigungskostendurchsetzungsgesetzes                         |
| WSchZinsBek 38           | Achtunddreißigste Bekanntmachung über die Wechsel- und Scheckzinsen                                            |
| WZARGBek                 | Bekanntmachung betreffend den Schutz deutscher Warenbezeichnungen in Argentinien                               |
| WZAuslBek                | Bekanntmachung betreffend den Schutz deutscher Warenbezeichnungen in auswärtigen Staaten                       |
| WZBOLBek                 | Bekanntmachung betreffend den Markenschutz im Verhältnis zwischen dem Deutschen Reiche und Bolivien            |
| WZCANBek                 | Bekanntmachung über den Schutz deutscher Warenbezeichnungen in Kanada                                          |
| WZCHLBek                 | Bekanntmachung über den Schutz deutscher Warenbezeichnungen in Chile                                           |
| WZCOLBek                 | Bekanntmachung über den Schutz deutscher Warenbezeichnungen in Kolumbien                                       |
| WZCRIBek                 | Bekanntmachung betreffend den Schutz deutscher Warenbezeichnungen in Costa Rica                                |
| WZECUBek                 | Bekanntmachung betreffend den Schutz deutscher Warenbezeichnungen in Ecuador                                   |
| WZEGYBek                 | Bekanntmachung über den Schutz deutscher Warenbezeichnungen in Ägypten                                         |
| WZGBek 1936-09-15        | Bekanntmachung zum Warenzeichengesetz über amtliche Prüf- und Gewährzeichen                                    |
| WZGBek 1937-06-03        | Bekanntmachung zum Warenzeichengesetz über ein amtliches Prüfzeichen                                           |
| WZGBek 1939-07-28        | Bekanntmachung zum Warenzeichengesetz über ein amtliches Gewährzeichen                                         |
| WZGRCBek                 | Bekanntmachung betreffend den Markenschutz im Verhältnis zwischen dem Deutschen Reiche und Griechenland        |
| WZGTMBek                 | Bekanntmachung betreffend den Schutz deutscher Warenbezeichnungen in Guatemala                                 |
| WZG§35Abs4Bek 1987-05-21 | Bekanntmachung zu § 35 Abs. 4 des Warenzeichengesetzes                                                         |
| WZG§35Abs4Bek 1987-07-28 | Bekanntmachung zu § 35 Abs. 4 des Warenzeichengesetzes                                                         |
| WZG§35Abs4Bek 1987-09-24 | Bekanntmachung zu § 35 Abs. 4 des Warenzeichengesetzes                                                         |
| WZG§35Abs4Bek 1988-03-09 | Bekanntmachung zu § 35 Abs. 4 des Warenzeichengesetzes                                                         |
| WZG§35Abs4Bek 1990-01-18 | Bekanntmachung zu § 35 Abs. 4 des Warenzeichengesetzes                                                         |
| WZG§35Abs4Bek 1992-10-01 | Bekanntmachung zu § 35 Abs. 4 des Warenzeichengesetzes                                                         |
| WZG§35Abs4Bek 1994-08-17 | Bekanntmachung zu § 35 Abs. 4 des Warenzeichengesetzes                                                         |
| WZG§35AFGBek             | Bekanntmachung zu § 35 des Warenzeichengesetzes                                                                |
| WZG§35ARGBek             | Bekanntmachung zu § 35 des Warenzeichengesetzes                                                                |
| WZG§35AUSBek             | Bekanntmachung zu § 35 des Warenzeichengesetzes                                                                |
| WZG§35Bek 1982-03-29     | Bekanntmachung zu § 35 des Warenzeichengesetzes                                                                |
| WZG§35Bek 1994-03-17     | Bekanntmachung zu § 35 des Warenzeichengesetzes                                                                |
| WZG§35BELBek             | Bekanntmachung zu § 35 des Warenzeichengesetzes                                                                |
| WZG§35BHRBek             | Bekanntmachung zu § 35 des Warenzeichengesetzes                                                                |
| WZG§35BMUBek             | Bekanntmachung zu § 35 des Warenzeichengesetzes                                                                |
| WZG§35BMUBek 1979        | Bekanntmachung zu § 35 des Warenzeichengesetzes                                                                |
| WZG§35BRABek             | Bekanntmachung zu § 35 des Warenzeichengesetzes                                                                |
| WZG§35BRBBek             | Bekanntmachung zu § 35 des Warenzeichengesetzes                                                                |
| WZG§35BRBBek 1983        | Bekanntmachung zu § 35 des Warenzeichengesetzes                                                                |
| WZG§35BWABek             | Bekanntmachung zu § 35 des Warenzeichengesetzes                                                                |
| WZG§35CANBek             | Bekanntmachung zu § 35 des Warenzeichengesetzes                                                                |
| WZG§35CHEBek             | Bekanntmachung zu § 35 des Warenzeichengesetzes                                                                |
| WZG§35CHLBek             | Bekanntmachung zu § 35 des Warenzeichengesetzes                                                                |
| WZG§35CHNBek             | Bekanntmachung zu § 35 des Warenzeichengesetzes                                                                |
| WZG§35CHNBek 1975        | Bekanntmachung zu § 35 des Warenzeichengesetzes                                                                |
| WZG§35CHNBek 1979        | Bekanntmachung gemäß § 35 des Warenzeichengesetzes                                                             |
| WZG§35COLBek             | Bekanntmachung zu § 35 des Warenzeichengesetzes                                                                |
| WZG§35DNKBek             | Bekanntmachung zu § 35 des Warenzeichengesetzes                                                                |
| WZG§35DOMBek             | Bekanntmachung zu § 35 des Warenzeichengesetzes                                                                |
| WZG§35ESPBek             | Bekanntmachung zu § 35 des Warenzeichengesetzes                                                                |
| WZG§35FINBek             | Bekanntmachung zu § 35 des Warenzeichengesetzes                                                                |
| WZG§35GBRBek             | Bekanntmachung zu § 35 des Warenzeichengesetzes                                                                |
| WZG§35GBRBek 1986        | Bekanntmachung zu § 35 des Warenzeichengesetzes                                                                |
| WZG§35GBRBek 1991        | Bekanntmachung zu § 35 des Warenzeichengesetzes                                                                |
| WZG§35GRLBek             | Bekanntmachung zu § 35 des Warenzeichengesetzes                                                                |
| WZG§35GUYBek             | Bekanntmachung zu § 35 des Warenzeichengesetzes                                                                |
| WZG§35HKGBek             | Bekanntmachung zu § 35 des Warenzeichengesetzes                                                                |
| WZG§35HKGBek 1968        | Bekanntmachung zu § 35 des Warenzeichengesetzes                                                                |
| WZG§35IDNBek             | Bekanntmachung zu § 35 des Warenzeichengesetzes                                                                |
| WZG§35INDBek             | Bekanntmachung zu § 35 des Warenzeichengesetzes                                                                |
| WZG§35IRABek             | Bekanntmachung zu § 35 des Warenzeichengesetzes                                                                |
| WZG§35IRLBek             | Bekanntmachung zu § 35 des Warenzeichengesetzes                                                                |
| WZG§35ISLBek             | Bekanntmachung zu § 35 des Warenzeichengesetzes                                                                |
| WZG§35ISRBek             | Bekanntmachung zu § 35 des Warenzeichengesetzes                                                                |
| WZG§35ITABek             | Bekanntmachung zu § 35 des Warenzeichengesetzes                                                                |
| WZG§35JAMBek             | Bekanntmachung zu § 35 des Warenzeichengesetzes                                                                |
| WZG§35JAMBek 1967        | Bekanntmachung zu § 35 des Warenzeichengesetzes                                                                |
| WZG§35JPNBek             | Bekanntmachung zu § 35 des Warenzeichengesetzes                                                                |
| WZG§35KAIMBek            | Bekanntmachung zu § 35 des Warenzeichengesetzes                                                                |
| WZG§35KORBek             | Bekanntmachung zu § 35 des Warenzeichengesetzes                                                                |
| WZG§35KUTBek             | Bekanntmachung zu § 35 des Warenzeichengesetzes                                                                |
| WZG§35LIEBek             | Bekanntmachung zu § 35 des Warenzeichengesetzes                                                                |
| WZG§35LKABek             | Bekanntmachung zu § 35 des Warenzeichengesetzes                                                                |
| WZG§35LUXBek             | Bekanntmachung zu § 35 des Warenzeichengesetzes                                                                |
| WZG§35MEXBek             | Bekanntmachung zu § 35 des Warenzeichengesetzes                                                                |
| WZG§35NFKBek             | Bekanntmachung zu § 35 des Warenzeichengesetzes                                                                |
| WZG§35NHBBek             | Bekanntmachung zu § 35 des Warenzeichengesetzes                                                                |
| WZG§35NICBek             | Bekanntmachung zu § 35 des Warenzeichengesetzes                                                                |
| WZG§35NLDBek             | Bekanntmachung zu § 35 des Warenzeichengesetzes                                                                |
| WZG§35NZLBek             | Bekanntmachung zu § 35 Abs. 3 des Warenzeichengesetzes                                                         |
| WZG§35PAKBek             | Bekanntmachung zu § 35 des Warenzeichengesetzes                                                                |
| WZG§35PANBek             | Bekanntmachung zu § 35 des Warenzeichengesetzes                                                                |
| WZG§35PERBek             | Bekanntmachung zu § 35 des Warenzeichengesetzes                                                                |
| WZG§35PHIBek             | Bekanntmachung zu § 35 des Warenzeichengesetzes                                                                |
| WZG§35PRYBek             | Bekanntmachung zu § 35 des Warenzeichengesetzes                                                                |
| WZG§35RHOBek             | Bekanntmachung zu § 35 des Warenzeichengesetzes                                                                |
| WZG§35SAUBek             | Bekanntmachung zu § 35 des Warenzeichengesetzes                                                                |
| WZG§35SGPBek             | Bekanntmachung zu § 35 des Warenzeichengesetzes                                                                |
| WZG§35SLVBek             | Bekanntmachung zu § 35 des Warenzeichengesetzes                                                                |
| WZG§35SWEBek             | Bekanntmachung zu § 35 des Warenzeichengesetzes                                                                |
| WZG§35THABek             | Bekanntmachung zu § 35 des Warenzeichengesetzes                                                                |
| WZG§35USABek             | Bekanntmachung zu § 35 des Warenzeichengesetzes                                                                |
| WZG§35VCTBek             | Bekanntmachung zu § 35 des Warenzeichengesetzes                                                                |
| WZG§35VENBek             | Bekanntmachung zu § 35 des Warenzeichengesetzes                                                                |
| WZG§35ZAFBek             | Bekanntmachung zu § 35 des Warenzeichengesetzes                                                                |
| WZG§4AfrOBek             | Bekanntmachung zu § 4 des Warenzeichengesetzes                                                                 |
| WZG§4AIPOBek             | Bekanntmachung zu § 4 des Warenzeichengesetzes                                                                 |
| WZG§4APPABek             | Bekanntmachung zu § 4 des Warenzeichengesetzes                                                                 |
| WZG§4ARABSATBek          | Bekanntmachung zu § 4 des Warenzeichengesetzes                                                                 |
| WZG§4Bek 1977-07-20      | Bekanntmachung zu § 4 des Warenzeichengesetzes                                                                 |
| WZG§4Bek 1981-09-07      | Bekanntmachung zu § 4 des Warenzeichengesetzes                                                                 |
| WZG§4BELuaBek            | Bekanntmachung zu § 4 des Warenzeichengesetzes                                                                 |
| WZG§4BIRPIBek            | Bekanntmachung zu § 4 des Warenzeichengesetzes                                                                 |
| WZG§4CANBek              | Bekanntmachung zu § 4 des Warenzeichengesetzes                                                                 |
| WZG§4CCCPBek             | Bekanntmachung zu § 4 des Warenzeichengesetzes                                                                 |
| WZG§4CEPTBek             | Bekanntmachung zu § 4 des Warenzeichengesetzes                                                                 |
| WZG§4CERNBek             | Bekanntmachung zu § 4 des Warenzeichengesetzes                                                                 |
| WZG§4COMECONBek 1980     | Bekanntmachung zu § 4 des Warenzeichengesetzes                                                                 |
| WZG§4CommwBek            | Bekanntmachung zu § 4 des Warenzeichengesetzes                                                                 |
| WZG§4CSKBek              | Bekanntmachung zu § 4 des Warenzeichengesetzes                                                                 |
| WZG§4CSKFINBek           | Bekanntmachung zu § 4 des Warenzeichengesetzes                                                                 |
| WZG§4CYPBek              | Bekanntmachung zu § 4 des Warenzeichengesetzes                                                                 |
| WZG§4DNKBek              | Bekanntmachung zu § 4 des Warenzeichengesetzes                                                                 |
| WZG§4DZABek              | Bekanntmachung zu § 4 des Warenzeichengesetzes                                                                 |
| WZG§4EdlMetBek           | Bekanntmachung zu § 4 des Warenzeichengesetzes                                                                 |
| WZG§4EFTA/FINBek         | Bekanntmachung zu § 4 des Warenzeichengesetzes                                                                 |
| WZG§4EFTABek             | Bekanntmachung zu § 4 des Warenzeichengesetzes                                                                 |
| WZG§4EG/EGKomBek         | Bekanntmachung zu § 4 des Warenzeichengesetzes                                                                 |
| WZG§4EPO/EPABek          | Bekanntmachung zu § 4 des Warenzeichengesetzes                                                                 |
| WZG§4ESARIPOBek          | Bekanntmachung zu § 4 des Warenzeichengesetzes                                                                 |
| WZG§4ESOBek              | Bekanntmachung zu § 4 des Warenzeichengesetzes                                                                 |
| WZG§4ESPBek              | Bekanntmachung zu § 4 des Warenzeichengesetzes                                                                 |
| WZG§4ESPBek 1983         | Bekanntmachung zu § 4 des Warenzeichengesetzes                                                                 |
| WZG§4EuRatBek            | Bekanntmachung zu § 4 des Warenzeichengesetzes                                                                 |
| WZG§4EURATOMBek          | Bekanntmachung zu § 4 des Warenzeichengesetzes                                                                 |
| WZG§4EUREKA/EFTABek      | Bekanntmachung zu § 4 des Warenzeichengesetzes                                                                 |
| WZG§4EUROCONTROLBek      | Bekanntmachung zu § 4 des Warenzeichengesetzes                                                                 |
| WZG§4FRABek              | Bekanntmachung zu § 4 des Warenzeichengesetzes                                                                 |
| WZG§4FWPBek              | Bekanntmachung zu § 4 des Warenzeichengesetzes                                                                 |
| WZG§4HUNBek              | Bekanntmachung zu § 4 des Warenzeichengesetzes                                                                 |
| WZG§4IBRD/IDA/IFCBek     | Bekanntmachung zu § 4 des Warenzeichengesetzes                                                                 |
| WZG§4IFADBek             | Bekanntmachung zu § 4 des Warenzeichengesetzes                                                                 |
| WZG§4INTELSATBek         | Bekanntmachung zu § 4 des Warenzeichengesetzes                                                                 |
| WZG§4INTERELEKTROBek     | Bekanntmachung zu § 4 des Warenzeichengesetzes                                                                 |
| WZG§4IOOCBek             | Bekanntmachung zu § 4 des Warenzeichengesetzes                                                                 |
| WZG§4IRQ/CYPBek          | Bekanntmachung zu § 4 des Warenzeichengesetzes                                                                 |
| WZG§4ITABek              | Bekanntmachung zu § 4 des Warenzeichengesetzes                                                                 |
| WZG§4MEXBek              | Bekanntmachung zu § 4 des Warenzeichengesetzes                                                                 |
| WZG§4MLTBek 1            | Bekanntmachung zu § 4 des Warenzeichengesetzes                                                                 |
| WZG§4MLTBek 2            | Bekanntmachung zu § 4 des Warenzeichengesetzes                                                                 |
| WZG§4NATOBek             | Bekanntmachung zu § 4 des Warenzeichengesetzes                                                                 |
| WZG§4NBek 1986           | Bekanntmachung zu § 4 des Warenzeichengesetzes                                                                 |
| WZG§4NLDBek 1972         | Bekanntmachung zu § 4 des Warenzeichengesetzes                                                                 |
| WZG§4NLDBek 1975         | Bekanntmachung zu § 4 des Warenzeichengesetzes                                                                 |
| WZG§4OIVBek              | Bekanntmachung zu § 4 des Warenzeichengesetzes                                                                 |
| WZG§4RAMSARBek           | Bekanntmachung zu § 4 des Warenzeichengesetzes                                                                 |
| WZG§4SBek                | Bekanntmachung zu § 4 des Warenzeichengesetzes                                                                 |
| WZG§4SHAPEBek            | Bekanntmachung zu § 4 des Warenzeichengesetzes                                                                 |
| WZG§4TRBek               | Bekanntmachung zu § 4 des Warenzeichengesetzes                                                                 |
| WZG§4TRBek 1994-12       | Bekanntmachung zu § 4 des Warenzeichengesetzes                                                                 |
| WZG§4TUNBek              | Bekanntmachung zu § 4 des Warenzeichengesetzes                                                                 |
| WZG§4UmWBek              | Bekanntmachung zu § 4 des Warenzeichengesetzes                                                                 |
| WZG§4UmwSchBek           | Bekanntmachung zu § 4 des Warenzeichengesetzes                                                                 |
| WZG§4UNBek               | Bekanntmachung zu § 4 des Warenzeichengesetzes                                                                 |
| WZG§4UpaepBek            | Bekanntmachung zu § 4 des Warenzeichengesetzes                                                                 |
| WZG§4UPOVBek             | Bekanntmachung zu § 4 des Warenzeichengesetzes                                                                 |
| WZG§4UTRECHTBek          | Bekanntmachung zu § 4 des Warenzeichengesetzes                                                                 |
| WZG§4VNMBek              | Bekanntmachung zu § 4 des Warenzeichengesetzes                                                                 |
| WZG§4WGSBek              | Bekanntmachung zu § 4 des Warenzeichengesetzes                                                                 |
| WZG§4Wien/DNKBek         | Bekanntmachung zu § 4 des Warenzeichengesetzes                                                                 |
| WZG§4WienBek             | Bekanntmachung zu § 4 des Warenzeichengesetzes                                                                 |
| WZG§4YUGBek              | Bekanntmachung zu § 4 des Warenzeichengesetzes                                                                 |
| WZHTIBek                 | Bekanntmachung über den Schutz deutscher Warenbezeichnungen in Haiti                                           |
| WZIRNBek                 | Bekanntmachung über den Schutz deutscher Warenbezeichnungen in Persien                                         |
| WZISLBek                 | Bekanntmachung betreffend den Markenschutz im Verhältnis zwischen dem Deutschen Reiche und Island              |
| WZMEXBek                 | Bekanntmachung betreffend den Schutz deutscher Warenbezeichnungen in Mexiko                                    |
| WZURYBek                 | Bekanntmachung über den Schutz deutscher Warenbezeichnungen in Uruguay                                         |
| WZZAFBek                 | Bekanntmachung über den Schutz deutscher Warenbezeichnungen in der Südafrikanischen Union und in Südwestafrika |

| Z                 |                                                                             |
| ZStArbVermSitzBek | Bekanntmachung über den Dienstsitz der Zentralstelle für Arbeitsvermittlung |

| 2            |                                                        |
| 2. PKHB 2012 | Zweite Bekanntmachung zu § 115 der Zivilprozessordnung |